# Schwarzes Moor
Koordinaten: 50° 30′ 51″ N, 10° 3′ 54″ O
Das Schwarze Moor liegt in der Bayerischen Rhön am Dreiländereck von Hessen, Thüringen und Bayern und gehört zum Biosphärenreservat Rhön. Das Feuchtgebiet ist mit 66,4 Hektar der größte Moorkomplex aus Niedermooren und einem weitgehend unberührten und intakten Hochmoor in der Rhön. Es ist Bestandteil des europaweiten Schutzgebietssystems Natura 2000 und eines der bedeutendsten Hochmoore in Mitteleuropa. Das Schwarze Moor liegt auf der Wasserscheide zwischen Rhein und Weser. 2007 wurde das Moor in die Liste der 100 schönsten Geotope Bayerns aufgenommen.
Das Schwarze Moor ist ein exzentrisches, kuppelförmig aufgewölbtes Regenmoor. Seine Oberflächengestalt entspricht den nordischen Kermimooren. Von der zum oberen Rand im Norden verschobenen zentralen Hochfläche mit einer Torfmächtigkeit von teilweise über acht Metern fällt die Oberfläche nach allen Seiten ab. Die zentrale Hochfläche bildet eine annähernd rechteckige Fläche, mit einer Länge von etwa 800 Metern in nordwest-südöstlicher Richtung und einer Breite von etwa 400 Metern. Auf den am stärksten geneigten Flächen treten höhenlinienparallel angeordnete Flarken, das sind langgestreckte, scharf begrenzte Schlenken, auf. Diese werden bis zu 50 Meter lang und sind zwischen einem und drei Metern tief.

## Lage

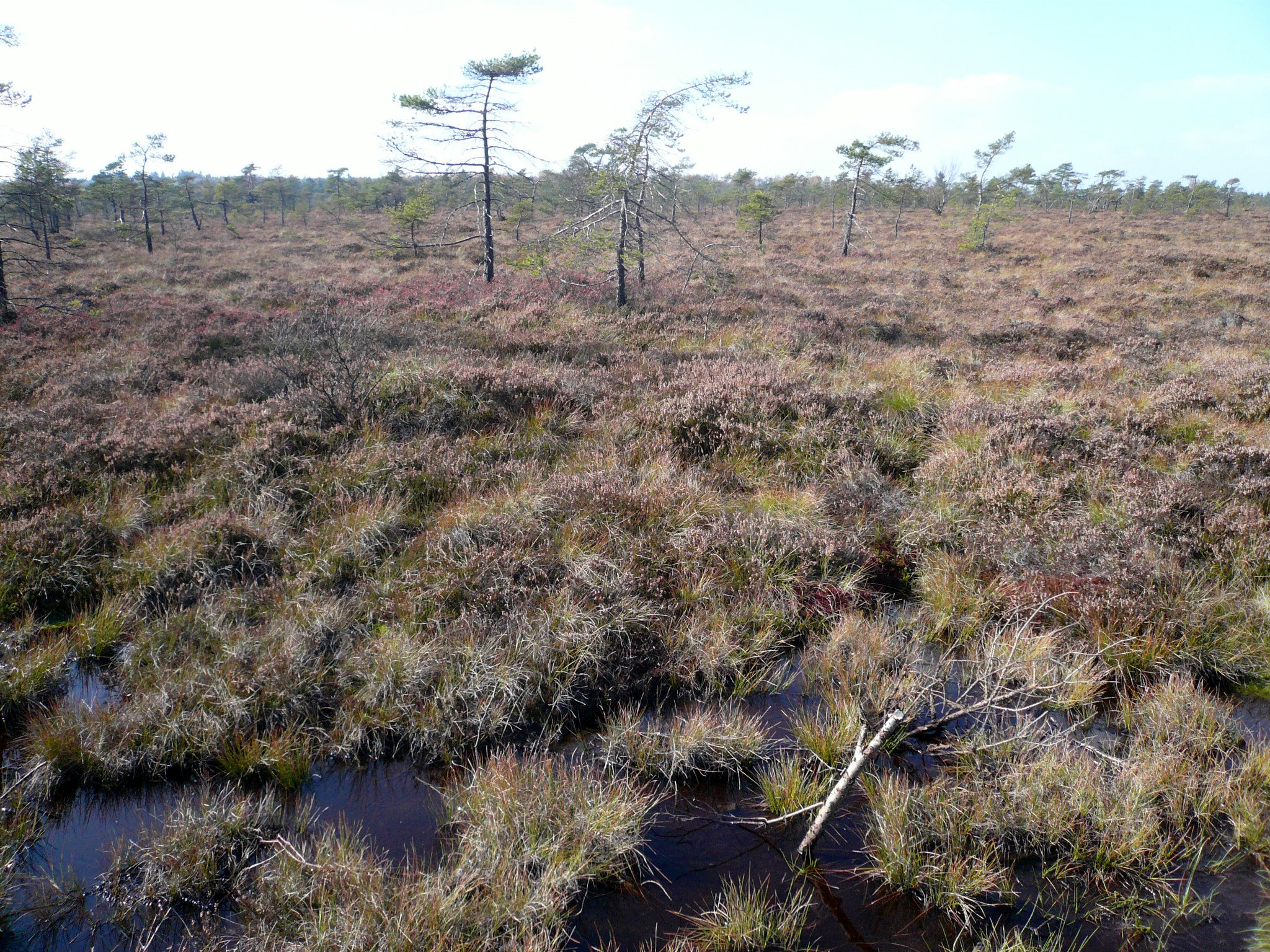
Moorregion

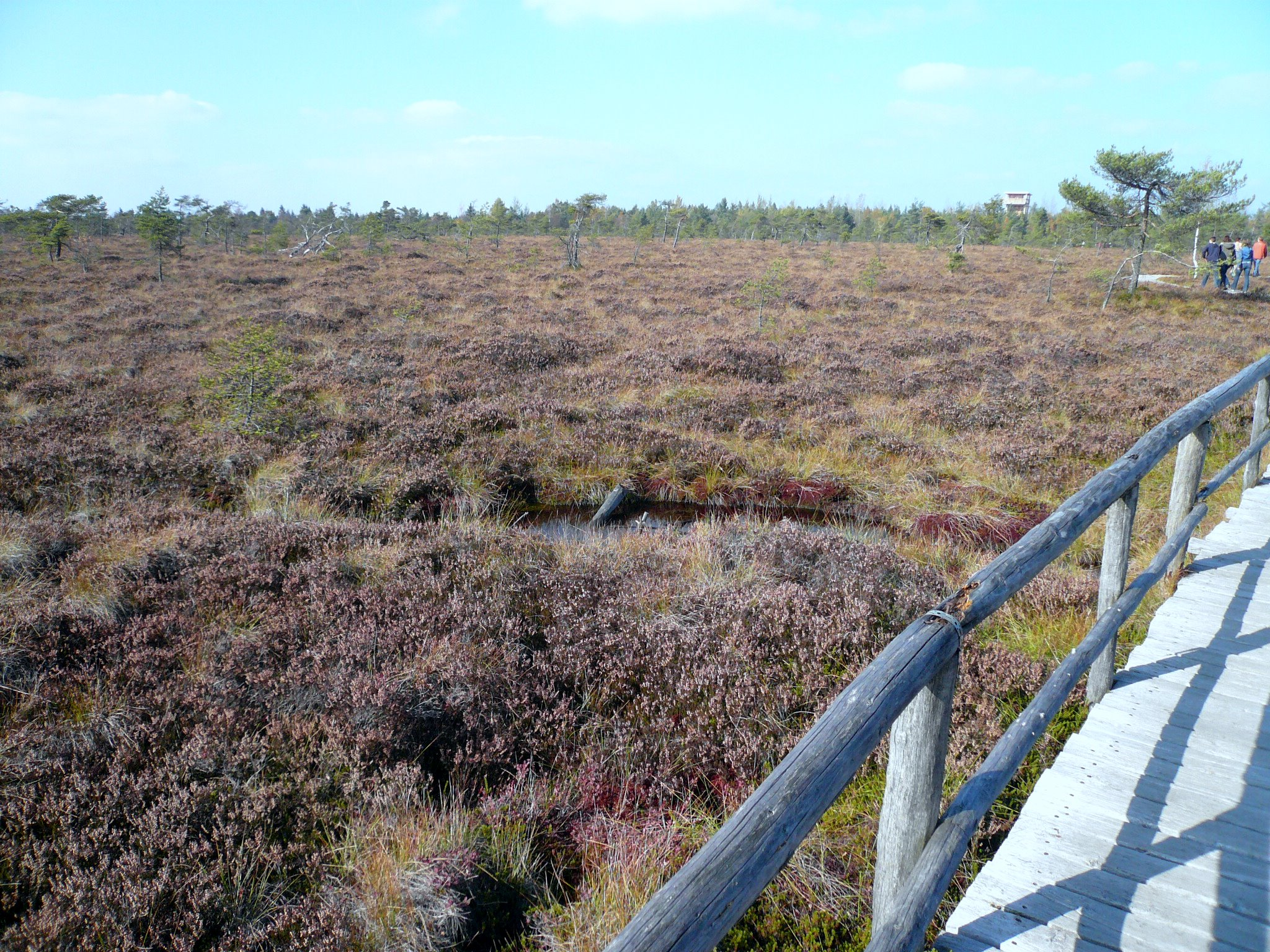
Zentrale Moorfläche

Das Schwarze Moor liegt in der Gemarkung der unterfränkischen Gemeinde Hausen, sechs Kilometer von Fladungen entfernt an der Hochrhönstraße und an der von Seiferts kommenden Staatsstraße (ST 2287), einen Kilometer südöstlich der Grenze zu Thüringen und zwei Kilometer östlich der Grenze zu Hessen. Es liegt 770 bis 782 Meter über Normalnull in einer flachen Hangmulde des leicht nach Südosten geneigten oberen Hanges des 805 Meter hohen Querenberges, dessen Gipfel etwa einen Kilometer westlich entfernt ist.
Das Moor entwässert überwiegend über den zwölf Meter tiefer liegenden Eisgraben im Süden. Er fließt in die sechs Kilometer östlich und 400 Meter tiefer gelegene Streu und damit in das Flusssystem des Rheines. Ein weiterer Abfluss gelangt in die hessische Ulster, die drei Kilometer westlich und knapp 300 Meter tiefer vorbeifließt und zum Flusssystem der Weser gehört.

## Namen

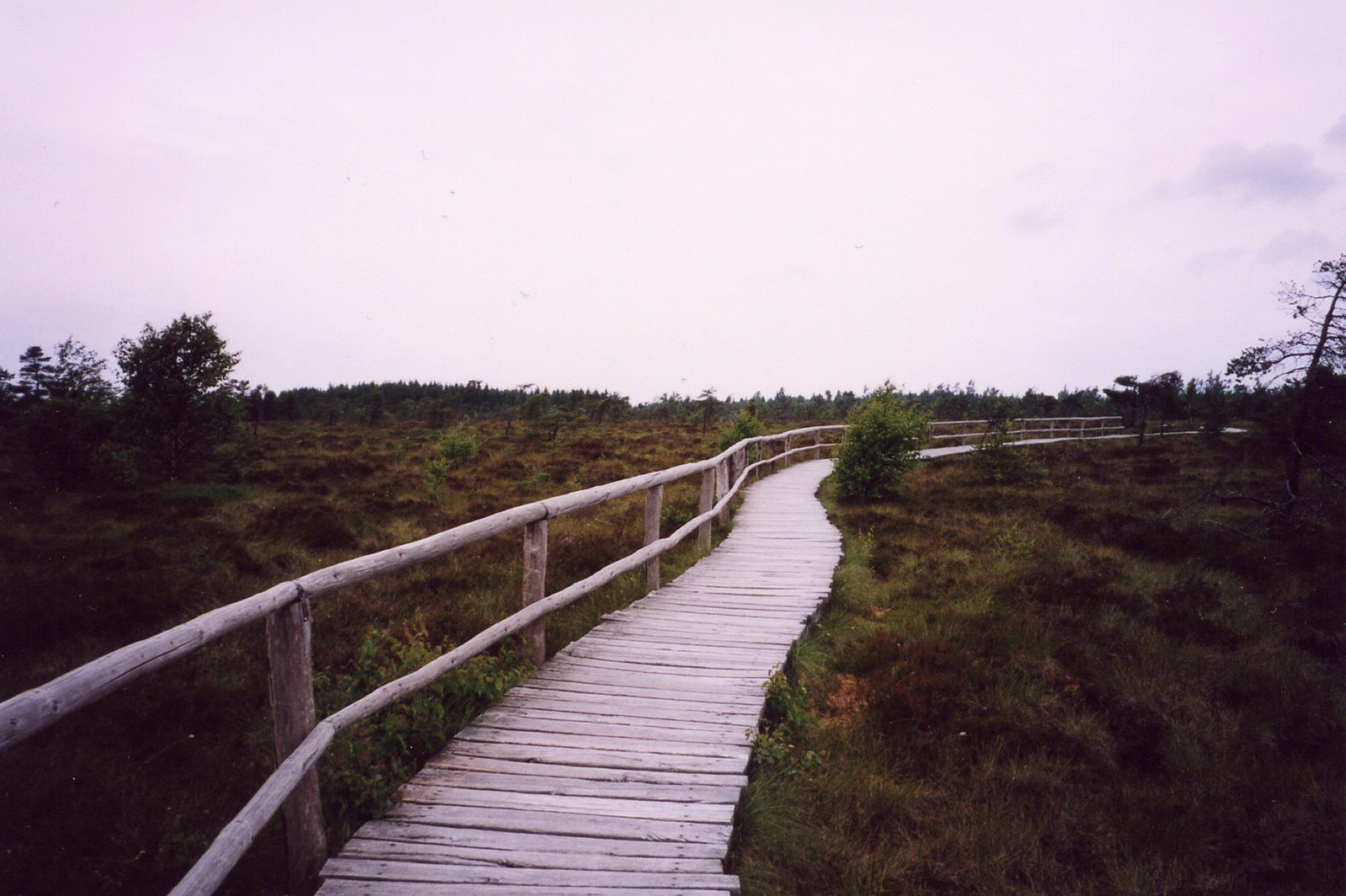
Der Moorpfad

Das Schwarze Moor ist neben dem Roten Moor eines der großen Moore der Hochrhön, deren Namen sich der Überlieferung nach von der Farbe der ursprünglichen Pflanzendecke ableiten. Der Pfarrkooperator von Simmershausen, Franz Anton Jäger, ein eifriger Naturforscher, schrieb in seinen 1803 erschienenen Schriften Briefe über die Hohe Rhoene Frankens, dass das Schwarze Moor viel feuchter als das Rote Moor sei. Deshalb würde das auch im Schwarzen Moor wachsende rote Magellans Torfmoos (Sphagnum magellanicum), das dem Roten Moor den Namen gab, schon beim Keimen wieder verderben, schimmeln, um dann schwarz zu werden, weshalb das Moor Schwarzes Moor genannt wird. Man kann sich in der heutigen Zeit wohl noch mit dieser Erklärung der Namensgebung zufriedengeben.

## Entstehung

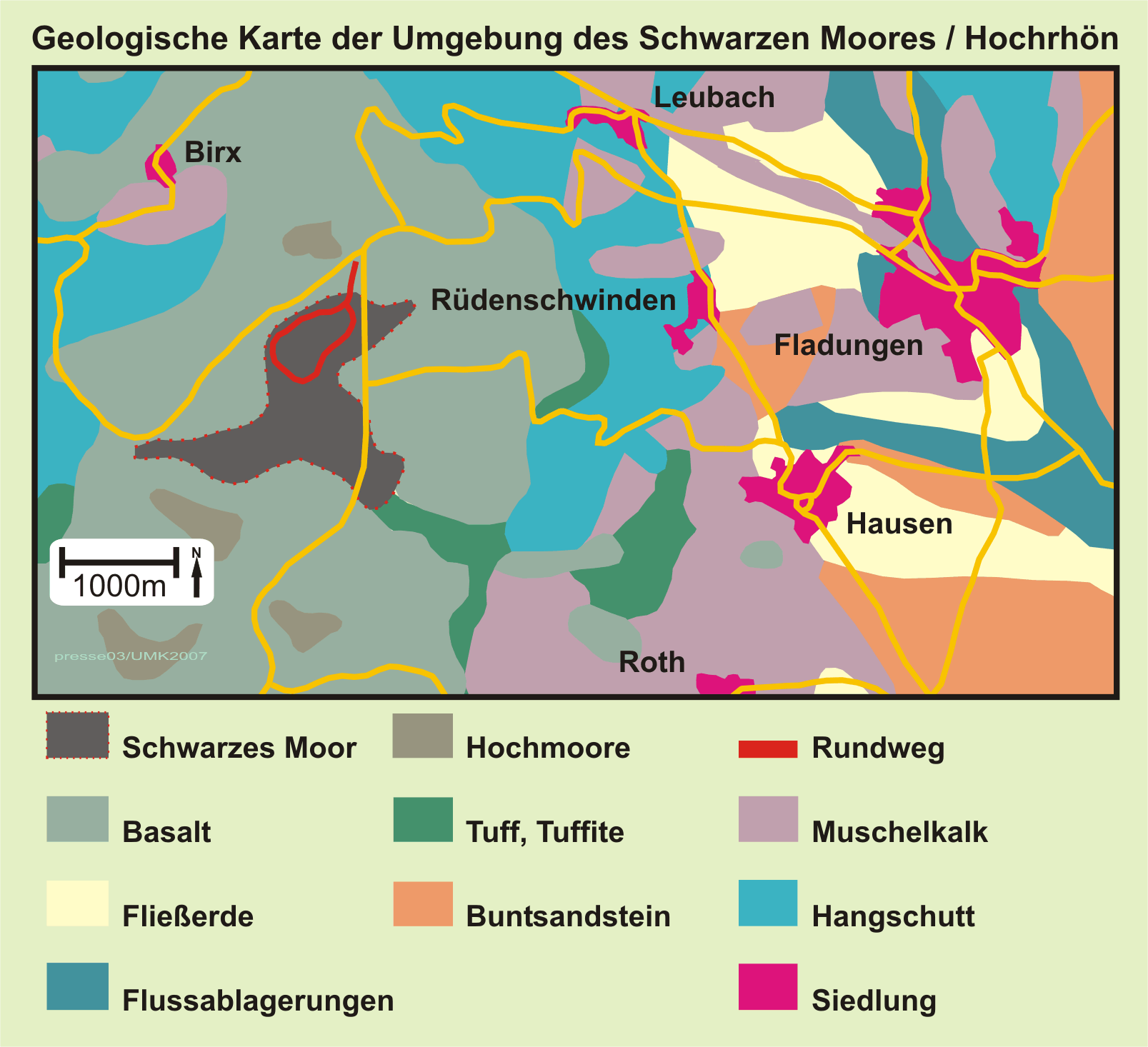
Geologische Karte der Umgebung des Schwarzen Moors

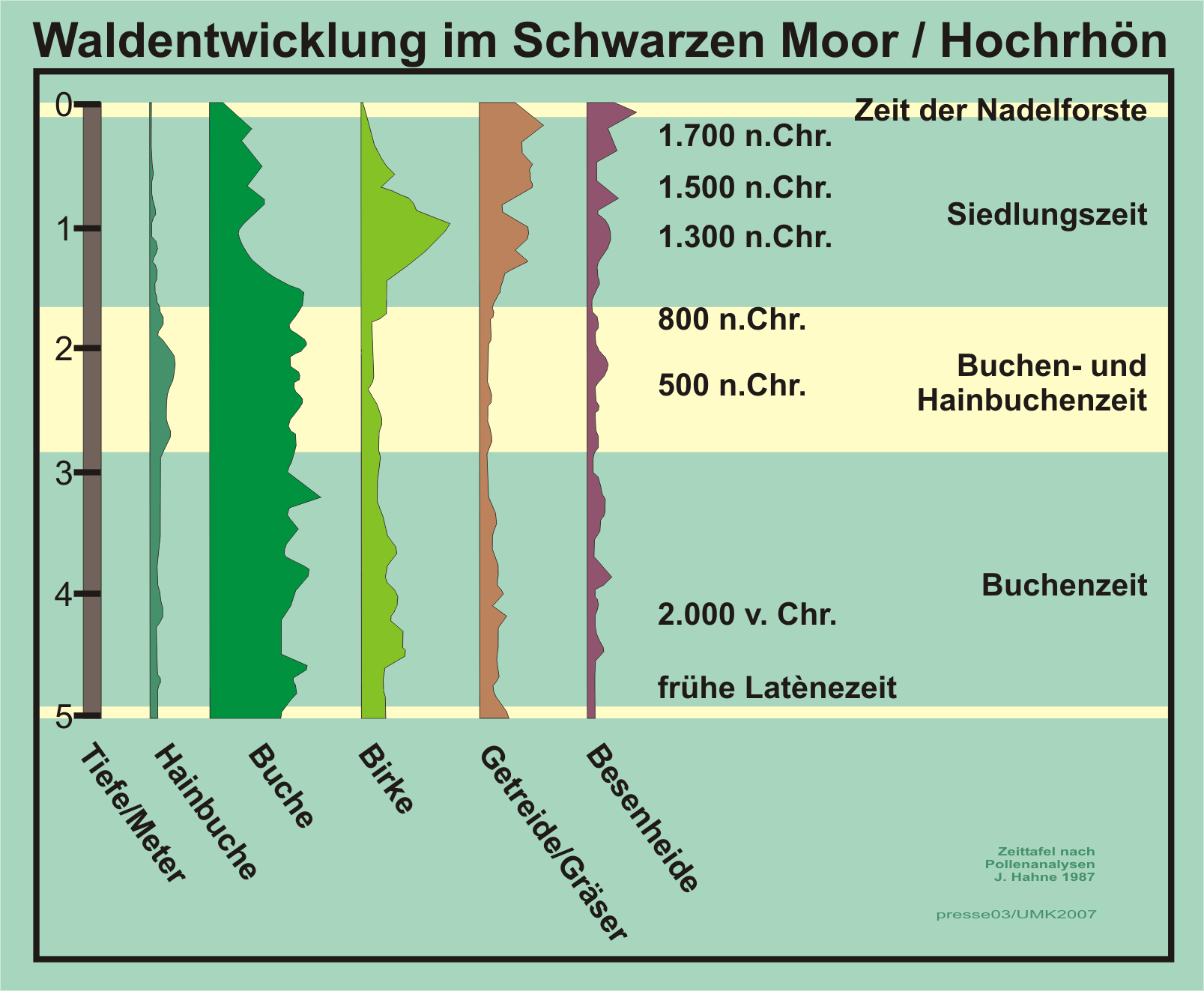
Beispiel der Waldentwicklung aufgrund von Pollenanalysen im Schwarzen Moor

Das Schwarze Moor entstand, wie auch die anderen Hochmoore der Rhön, vor etwa 12.000 Jahren nach der letzten Eiszeit.
In der heutigen Rhön kam es im Miozän zur Ablagerung toniger Sedimente. Vulkane förderten vor 25 bis 18 Millionen Jahren ausgedehnte Lavaströme zu Tage, die zu verwitterungsresistentem Basalt erstarrten. Während der letzten Eiszeit lag die Rhön im Periglazialbereich, sie war also nicht von Gletschern bedeckt. Es entstanden durch Firnerosion und Bodenfließen große Hangmulden. In Gebieten, in denen diese durch wasserstauende Sedimente wie Tone oder lehmige Verwitterungsrückstände der Basalte die Mulden abdichteten, konnten sich über Niedermoorstadien Regenmoore bilden. Die klimatischen Bedingungen mit hohen Niederschlagsmengen sowie niedrigen Bodentemperaturen begünstigten das Moorwachstum. Die weiteren Hochmoore der Rhön sind das Rote Moor (50 Hektar), das Große Moor (acht Hektar) und Kleine Moor (zwei Hektar) am Stirnberg, sowie das Moorlein am Rasenberg. Durch die Pollenanalysen konnte die Entwicklung bis zur La-Tène-Zeit zurückverfolgt werden.

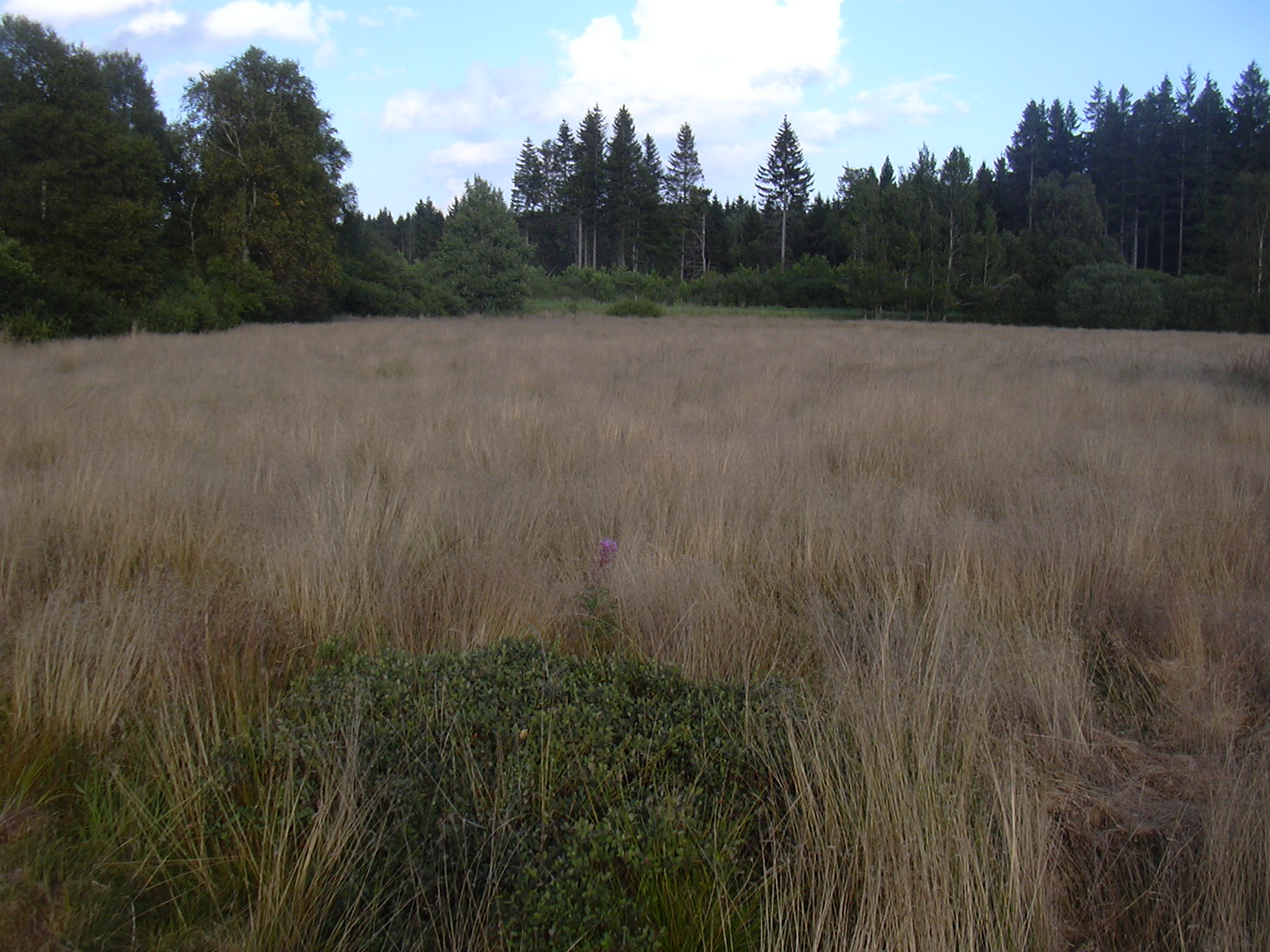
Randzone: Fichtenwald und Niedermoor mit Pfeifengras

Für das Schwarze Moor sind Vertiefungen wie Flarken und Kolke, die das Torfgebiet durchziehen, charakteristisch. Dabei handelt es sich um Wasseransammlungen, die teilweise bis zu zwei Meter tief sind und ihre Form und Größe ändern. Die Flarken – Risse in der Moorvegetation – bilden sich durch die Bewegung des Moorkörpers, vergleichbar mit dem Eis eines Gletschers. Diese Häufigkeit von Flarken kommt weder im zweitgrößten Moor in der Rhön, dem Roten Moor, noch in anderen Mooren in Mitteleuropa vor. Die Vertiefungen wechseln sich mit Bulten ab, was als Bult-Schlenken-Komplex bezeichnet wird. Die Kolke, auch Mooraugen oder Blänke genannt, gelten als eine Besonderheit des Schwarzen Moores. In anderen Hochmooren liegen diese Mooraugen häufig in den zentralen Teilen des Hochmoores, im Schwarzen Moor liegen diese jedoch am Rande der zentralen Hochfläche. Die Entstehung dieser Mooraugen ist noch nicht restlos erforscht. Der größte der drei Kolke in der Nähe des Bohlensteges hat eine Fläche von fast 500 Quadratmetern und eine Wassertiefe von etwa 2,5 Metern. Darunter schließt sich eine etwa 1,5 Meter mächtige Torfschlammschicht an, die in vier Meter Tiefe auf die Tonunterlage stößt. Im Moorauge ist das Wasser nährstoffarm und sauer. Die dunkle Braunfärbung ergibt sich durch gelöste Humusstoffe.

## Klima

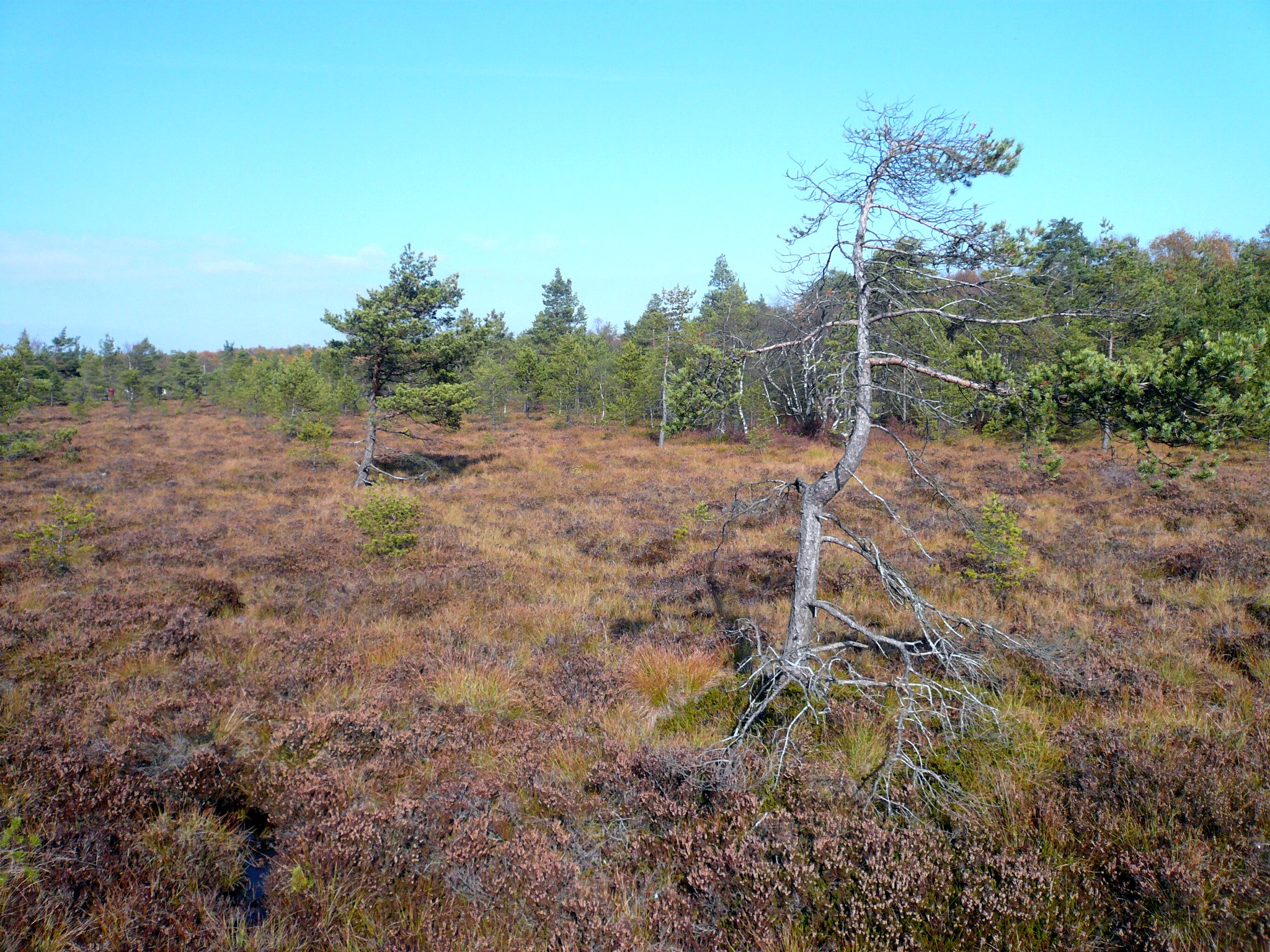
Moorregion

Das Klima um das Schwarze Moor und die Lange Rhön ist rau und kalt. Das Rhönvorland, welches 300 bis 500 Meter tiefer liegt, hatte 1961 bis 1990 Jahresmitteltemperaturen von sieben bis acht °C. Die Hochrhön bildet eine Kälteinsel und weist Jahresmitteltemperaturen von 4,8 °C (Wasserkuppe) auf. Das drei Kilometer nördlich gelegene Frankenheim hatte bei etwas geringerer Höhenlage als das Schwarze Moor eine Jahresmitteltemperatur von 5,3 °C bei einem Jahresniederschlag von 938 Millimeter (Liter pro Quadratmeter). Der einen Kilometer östlich gelegene Rhönhof in gleicher Höhenlage verzeichnete Jahresniederschläge von über 1000 Millimetern.
Die Hochrhön ist durch eine Schneebedeckung von bis zu 110 Tagen und eine kurze sommerliche Vegetationsperiode von Mai bis Oktober geprägt. Die Hauptwachstumsperiode dauert nur von Juli bis Mitte September. Die Temperaturverhältnisse schränken das Pflanzenwachstum erheblich ein. Hinzu kommen bis zu 200 Nebeltage und eine hohe Zahl an Tagen mit Raureifbildung. Die Lange Rhön und das Schwarze Moor weisen gegenüber ihrer Umgebung mit teilweise über 1000 Millimeter Niederschlag hohe Werte auf. Das Schwarze Moor stellt innerhalb dieser hochgelegenen Fläche eine weitere Kälteinsel dar. In der Nacht kann sich auf den Freiflächen dieser Höhenlage zu jeder Jahreszeit Kaltluft bilden und Frost auftreten.

## Flora und Vegetation

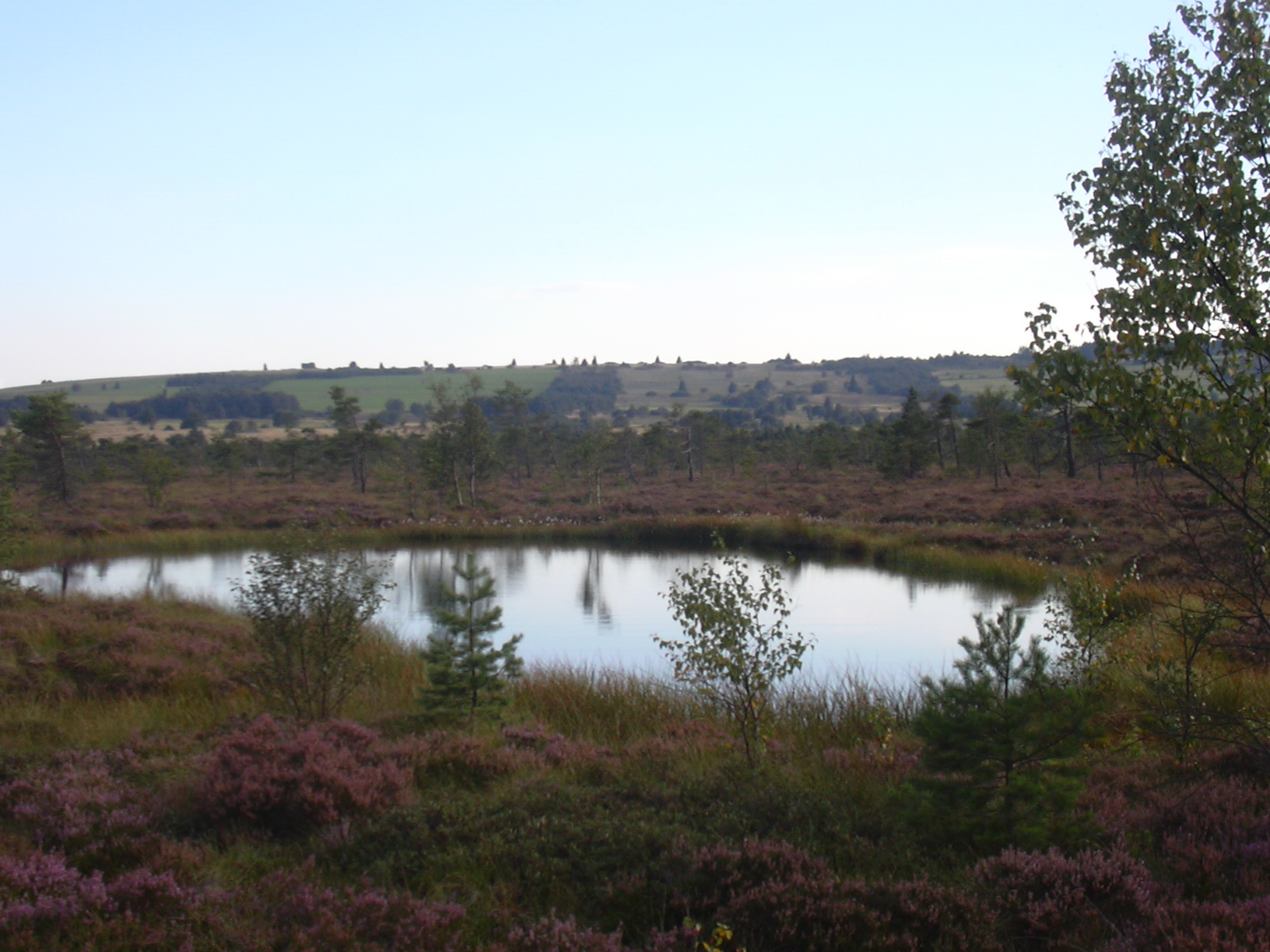
Kernzone: Hochmoor mit Moorauge

In Abhängigkeit von der Oberflächengestalt ist das Moor in verschiedene Vegetationszonen gegliedert. Jede verfügt über besondere Nährstoff- und Wasserverhältnisse und besitzt eine eigene typische Pflanzengesellschaft, die zu großen Teilen gefährdet oder vom Aussterben bedroht ist. Am Rand des Schwarzen Moores befindet sich ein Fichtenforst, der vom Reichsarbeitsdienst gepflanzt wurde. Nach den Plänen des Vereins Naturpark und Biosphärenreservat Bayerische Rhön e. V. in Zusammenarbeit mit dem Bayerischen Umweltministerium soll dieser Wald nach und nach auf natürliche Weichlaubwaldvegetation, wie die Karpaten-Birke, zurückgeführt werden. Die Karpaten-Birke, eine besondere Gebirgs-Unterart der Moor-Birke, zählt zu den markantesten Baumarten der Moorlandschaft und bildet am Moorrand einen Wald. Diese Baumart fällt durch ihren bizarren Wuchs auf.
Als nächste Vegetationszone schließt sich das Niedermoor an, ein das Moor in wechselnder Breite umgebender Sumpfgürtel mit charakteristischer Grasvegetation. Kleinseggenriede (Scheiden-Wollgras, Schmalblättriges Wollgras, Grau-Segge, Hunds-Straußgras, Sumpf-Blutauge, Sumpf-Labkraut, Sumpf-Kratzdistel, Fieberklee) gedeihen dort, weil sich das vom Moor ablaufende Wasser mit dem Oberflächenwasser und dem hochanstehenden Grundwasser der mineralischen Böden der Umgebung vermischt. Dadurch ist das Nährstoffangebot gegenüber der zentralen Moorfläche erhöht. Weiter nach innen folgt das Moor-Randgehänge mit kleinwüchsigen Bäumen und Sträuchern (Moor-Birke, Kiefer, Rauschbeere, Heidelbeere, Besenheide, Schwarze Krähenbeere, Gewöhnliche Moosbeere). Dieser Bereich ist, bedingt durch das deutliche Gefälle, im Vergleich zur nahezu ebenen Hochfläche, der trockenste Bereich innerhalb des Moores.

Flora und Vegetation im Schwarzen Moor
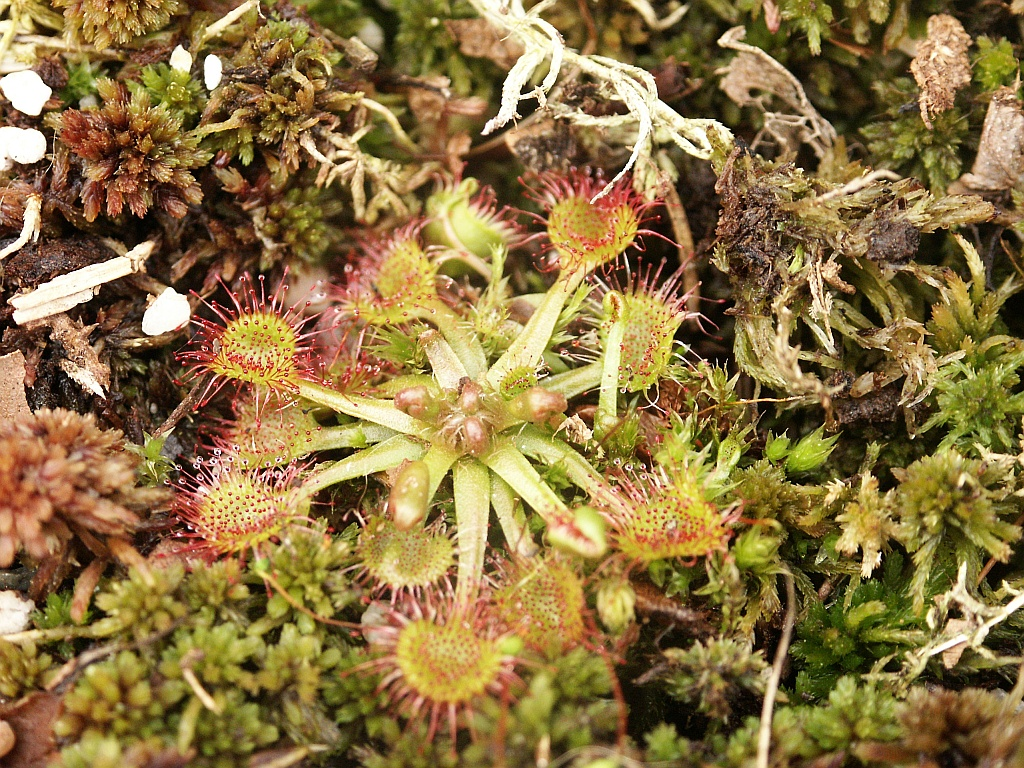
Rundblättriger Sonnentau
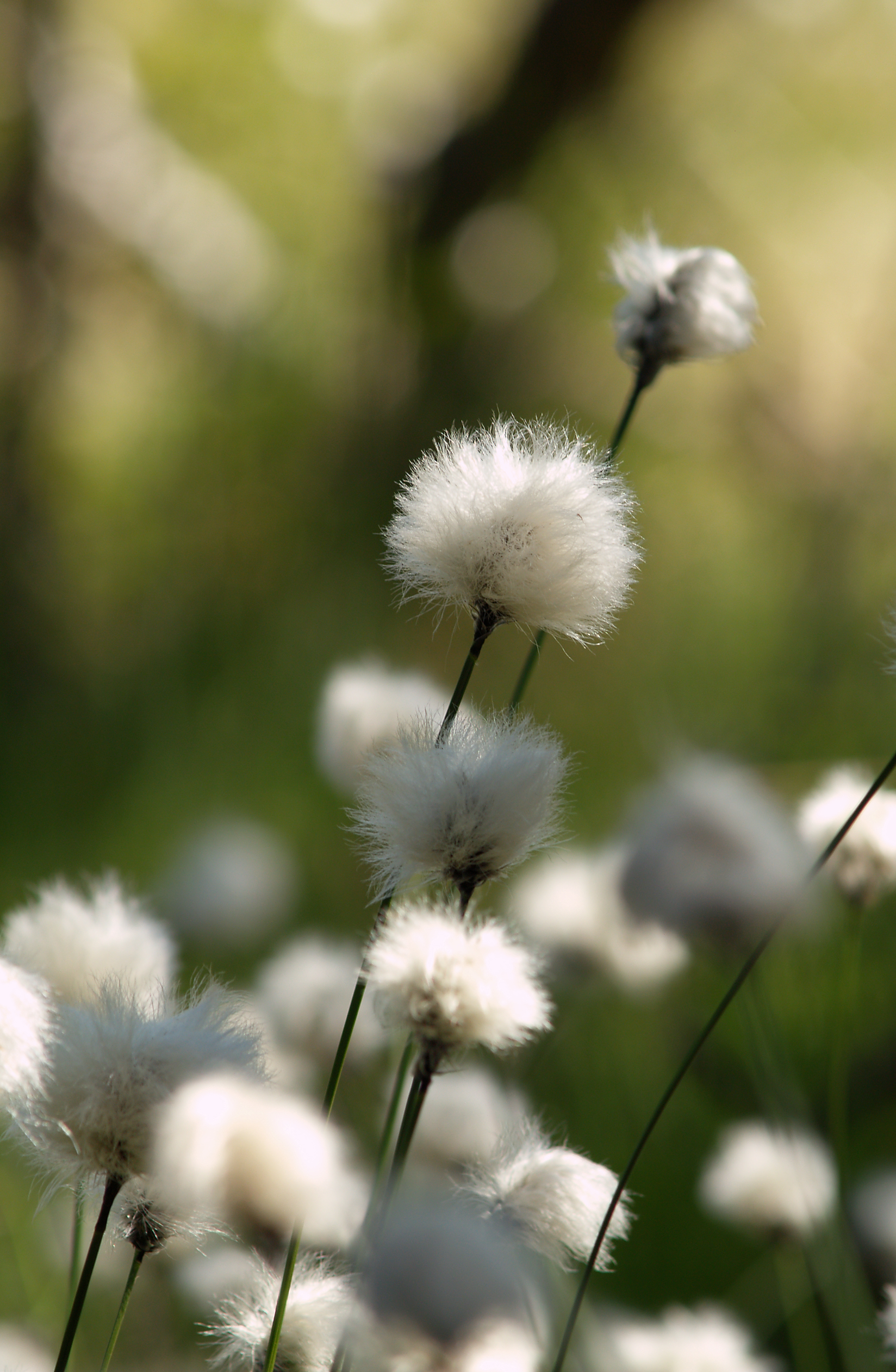
Scheiden-Wollgras
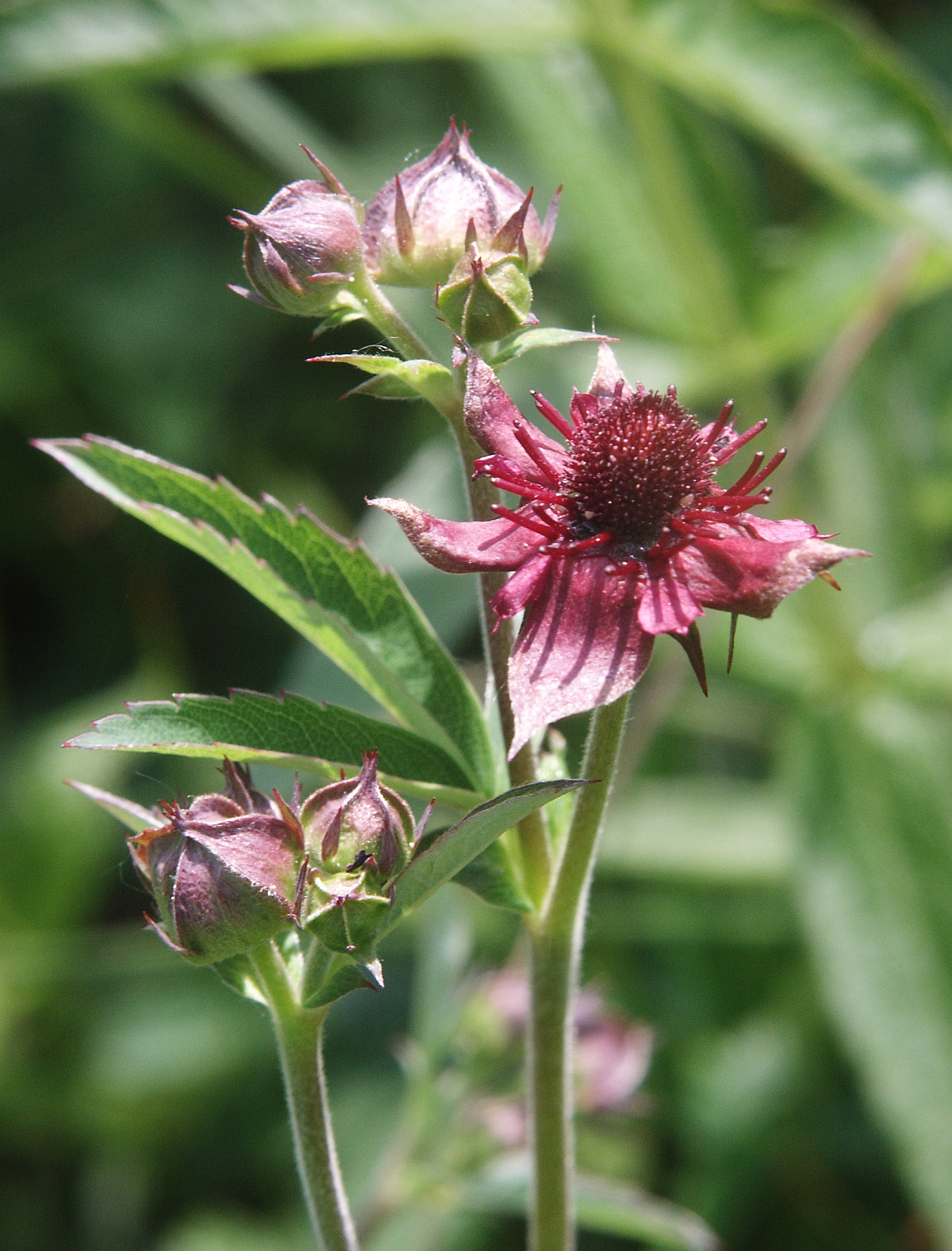
Sumpf-Blutauge
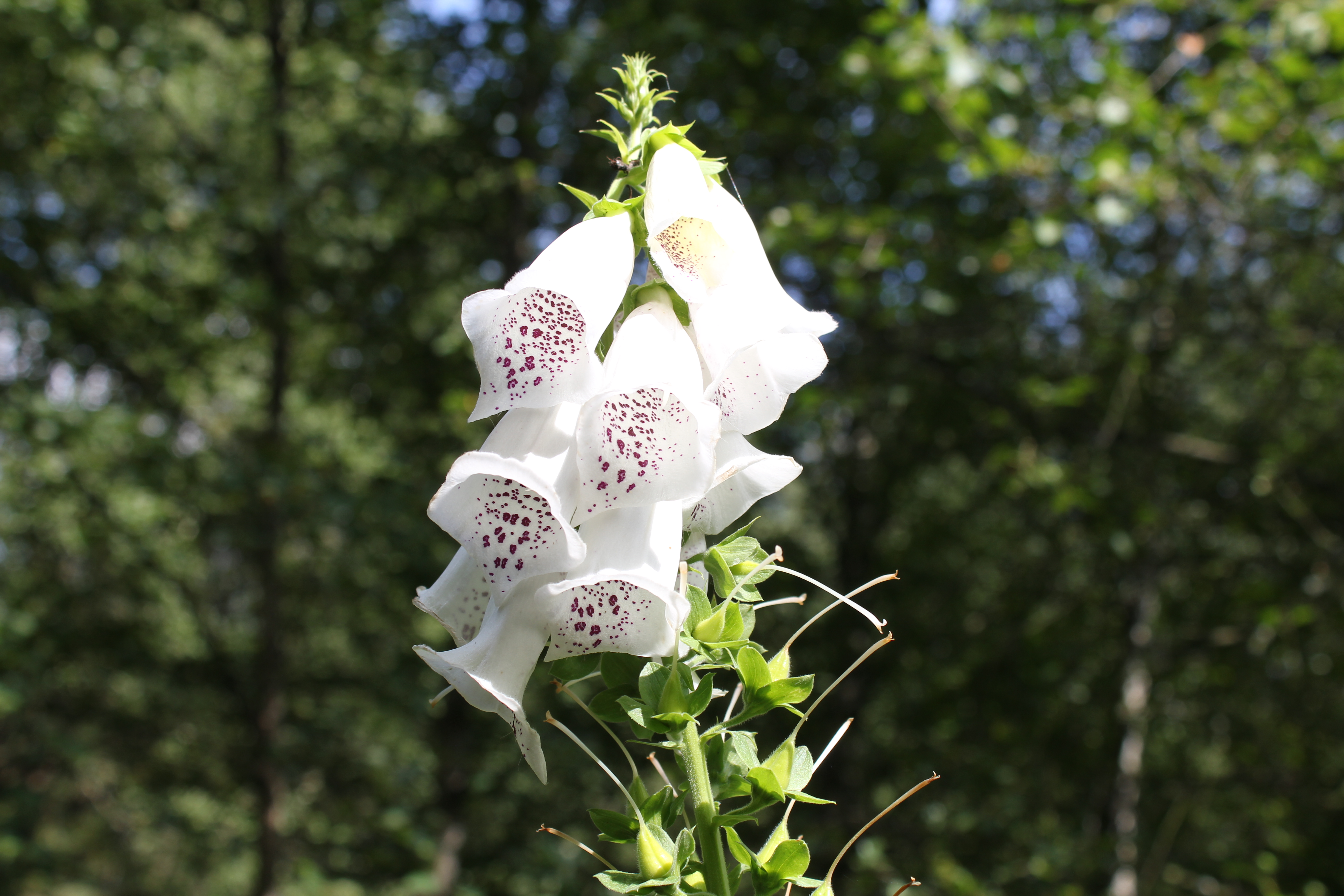
Roter Fingerhut, weiße Variante
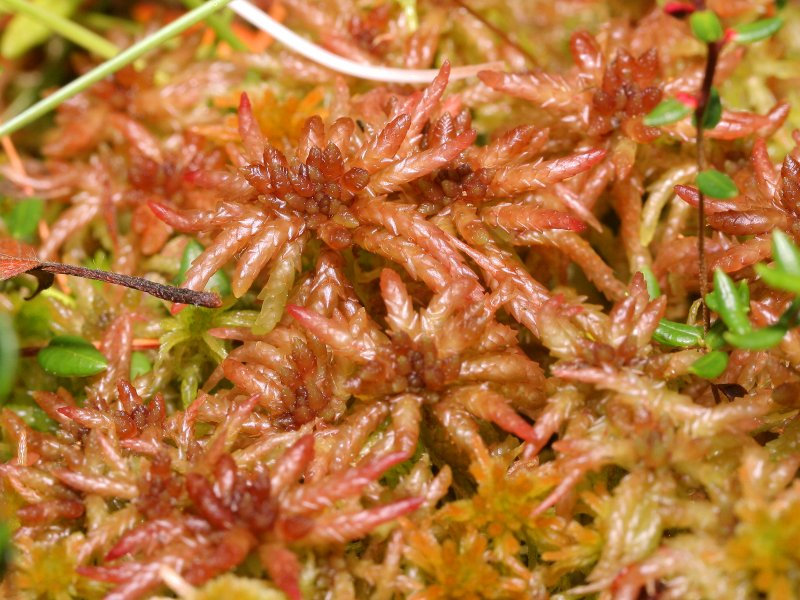
Magellans Torfmoos
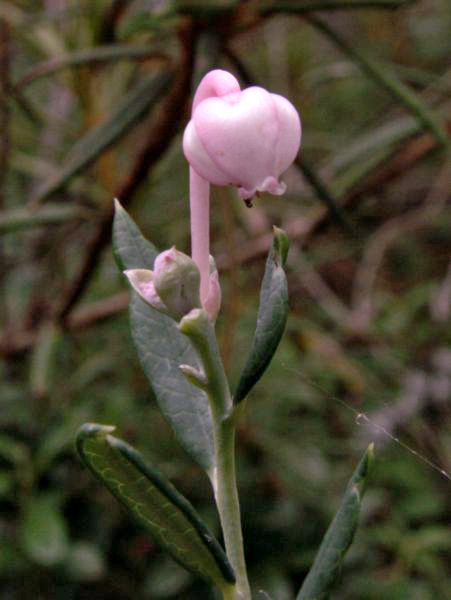
Rosmarinheide
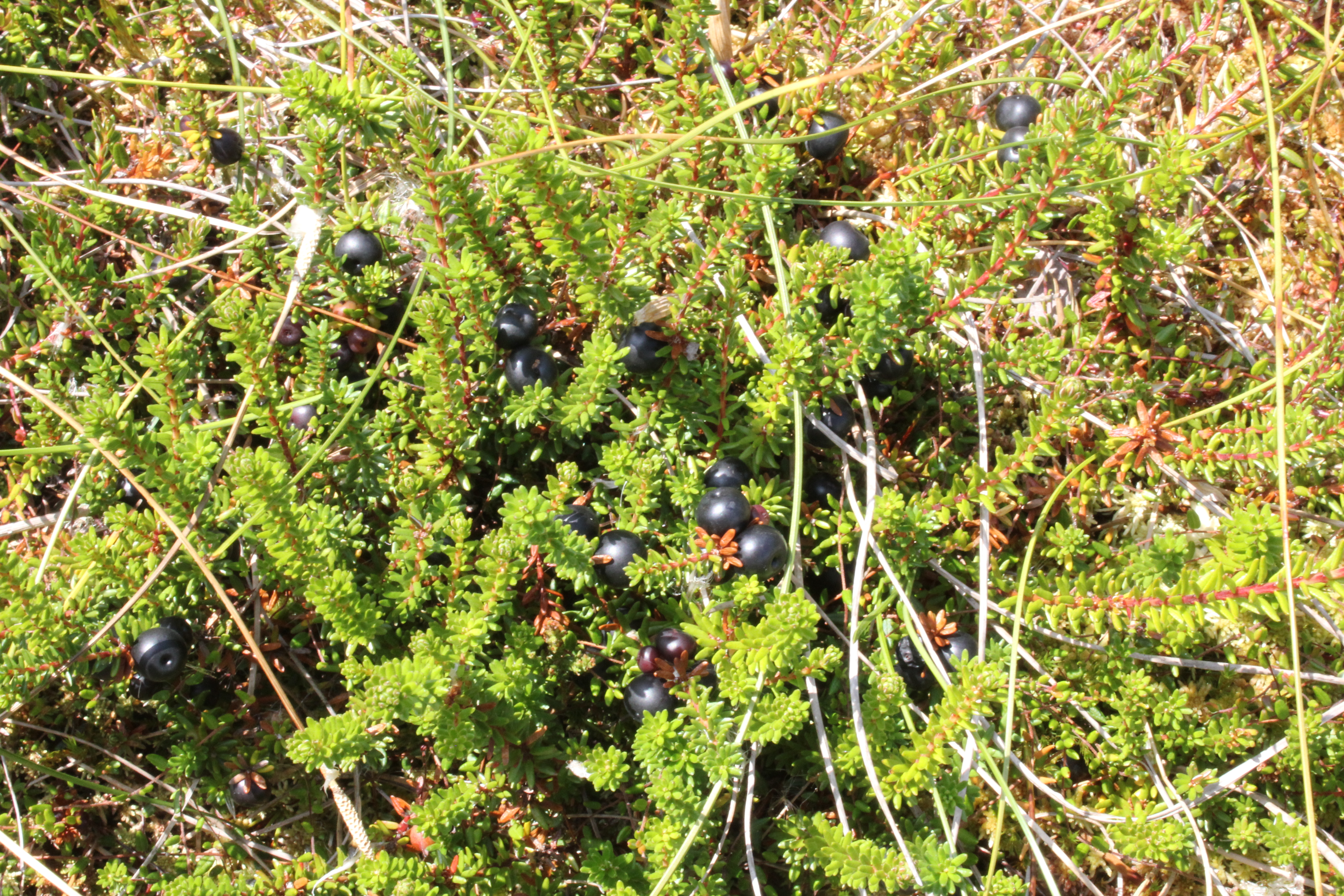
Krähenbeere
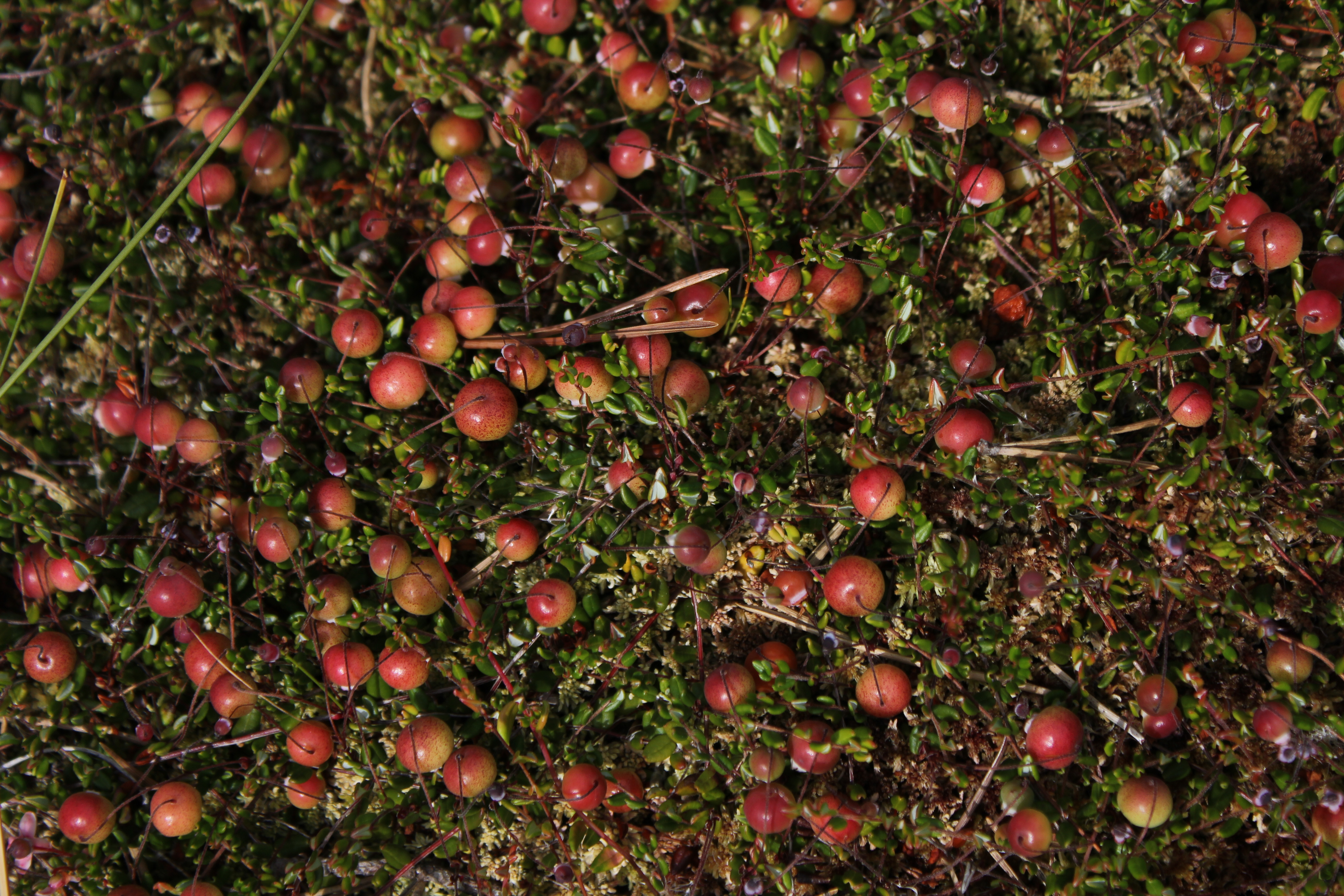
Gewöhnliche Moosbeere
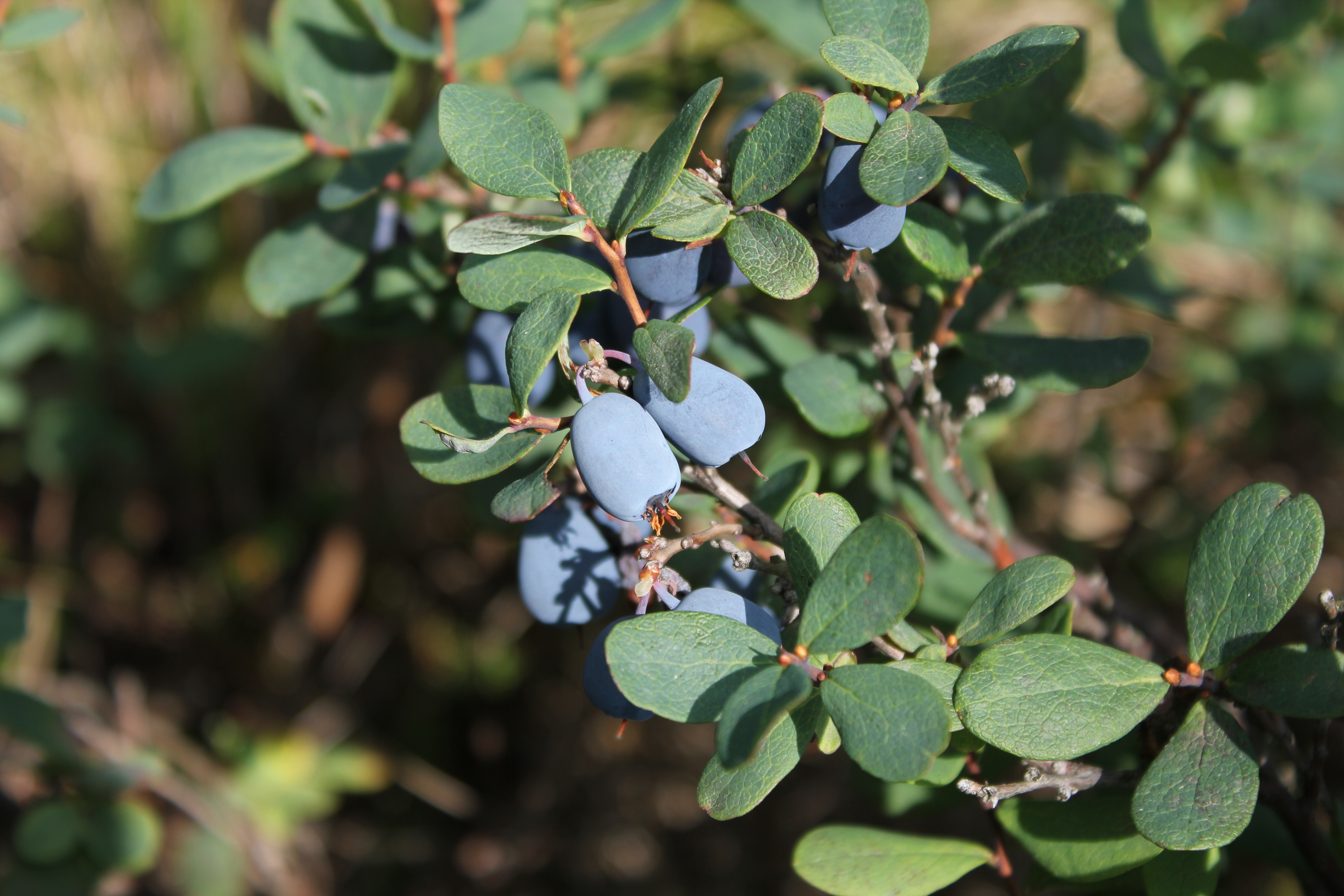
Rauschbeere

Im Zentrum liegt das Hochmoor, die Heimat der Torfmoose wie des Magellans Torfmoos (Sphagnum magellanicum) mit seiner rötlichen Farbe und auffällig großen Blättern und des Spieß-Torfmooses (Sphagnum cuspidatum) mit seiner grünlichen Farbe, die auf stark saurem, nährstoffarmem und wassergesättigtem Boden gedeihen. Dieser Bereich erhält nur nährstoffarmes Regenwasser und kein nährstoffangereichertes Grundwasser. Vereinzelt wachsen dort kümmerlich ausgebildete Kiefern. Hier wächst der Rundblättrige Sonnentau und das Fettkraut, beide sind insektenfangende Pflanzen, sowie Rosmarinheide, Glocken-Heide und Graue Heide. Im Schwarzen Moor wachsen noch weitere zum Teil seltene Pflanzen wie Siebenstern, Sumpf-Farn, Torfgränke und Straußblütiger Gilbweiderich. Von 30 Torfmoosarten, die es in Mitteleuropa gibt, kommen elf im Schwarzen Moor vor, sieben davon überwiegend im Hochmoorbereich und die übrigen im Niedermoorbereich.

## Tierwelt
Das Schwarze Moor ist relativ arm an Tierarten. Dort lebende Wirbeltierarten sind zudem meist sehr scheu und meiden die Nähe der Besucher. Zu den im Moor beheimateten Säugetierarten zählt der Baummarder, die versteckt lebende Sumpfspitzmaus und der Iltis. Hinzu kommen die für die Rhön typischen Raubtiere wie der teilweise tagaktive Hermelin, das Mauswiesel und der Fuchs, der aufgrund seiner Tollwutimmunisierung zahlreicher auftritt. Der Steinmarder, der Dachs und der 1970 in die Rhön zugewanderte Waschbär sind in der Dunkelheit aktiv. Diese nachtaktiven Tiere lassen sich anhand von Spuren, Fraßresten und Losung indirekt nachweisen. In der Region hält sich ganzjährig Rotwild auf. Weitere dort anzutreffende Tiere sind Feldhasen, Eichhörnchen und Siebenschläfer.
Im Schwarzen Moor und in der gesamten Hochrhön haben Birkhühner, die außerhalb der Alpen vom Aussterben bedroht sind, eines ihrer letzten Rückzugsgebiete. Die Zahlen bewegen sich seit Jahren auf niedrigem Niveau, in den letzten Jahren wurden mehrfach aus Schweden stammende Exemplare ausgewildert. Dort leben auch Bekassine, Zwergschnepfen, Gemeine Binsenjungfern, Baumpieper, Wiesenpieper, Feldschwirle und vereinzelt der Auerhahn. In den Fichtenforsten am Rand des Moores halten sich der Fichtenkreuzschnabel, der Raufußkauz und der Tannenhäher auf. Als gelegentlicher Gast ist der in Europa seltene und gefährdete Wachtelkönig anzutreffen. In den trockeneren Bereichen des Moores leben die Kreuzotter, der Feuersalamander, Blindschleichen und die Bergeidechse. Diese tritt oft in einer dunkel gefärbten Variante auf, die Mooreidechse genannt wird. Die häufigsten Greifvögel sind der Turmfalke, der Rotmilan und der Mäusebussard. Die Waldschnepfe, die in der Hochrhön häufig anzutreffen ist, ist auch im Schwarzen Moor zu sehen.
Die Larven der Moorlibellen sind auf Moortümpel angewiesen. In der zentralen Moorfläche finden die Arktische Smaragdlibelle, die Torf-Mosaikjungfer, die Sumpf-Heidelibelle und die Große und die Kleine Moosjungfer ausreichend gute Lebensbedingungen. Moorlibellen sind empfindlich für kleinste Änderungen im Lebensumfeld. Das Aussterben der sehr seltenen Hochmoor-Mosaikjungfer im Schwarzen Moor ist wahrscheinlich auf die seit den 1970er Jahren sich verändernde Wasserqualität der Mooraugen zurückzuführen. Andere häufig vorkommende Libellenarten haben stattdessen zugenommen.

Tierwelt im Schwarzen Moor
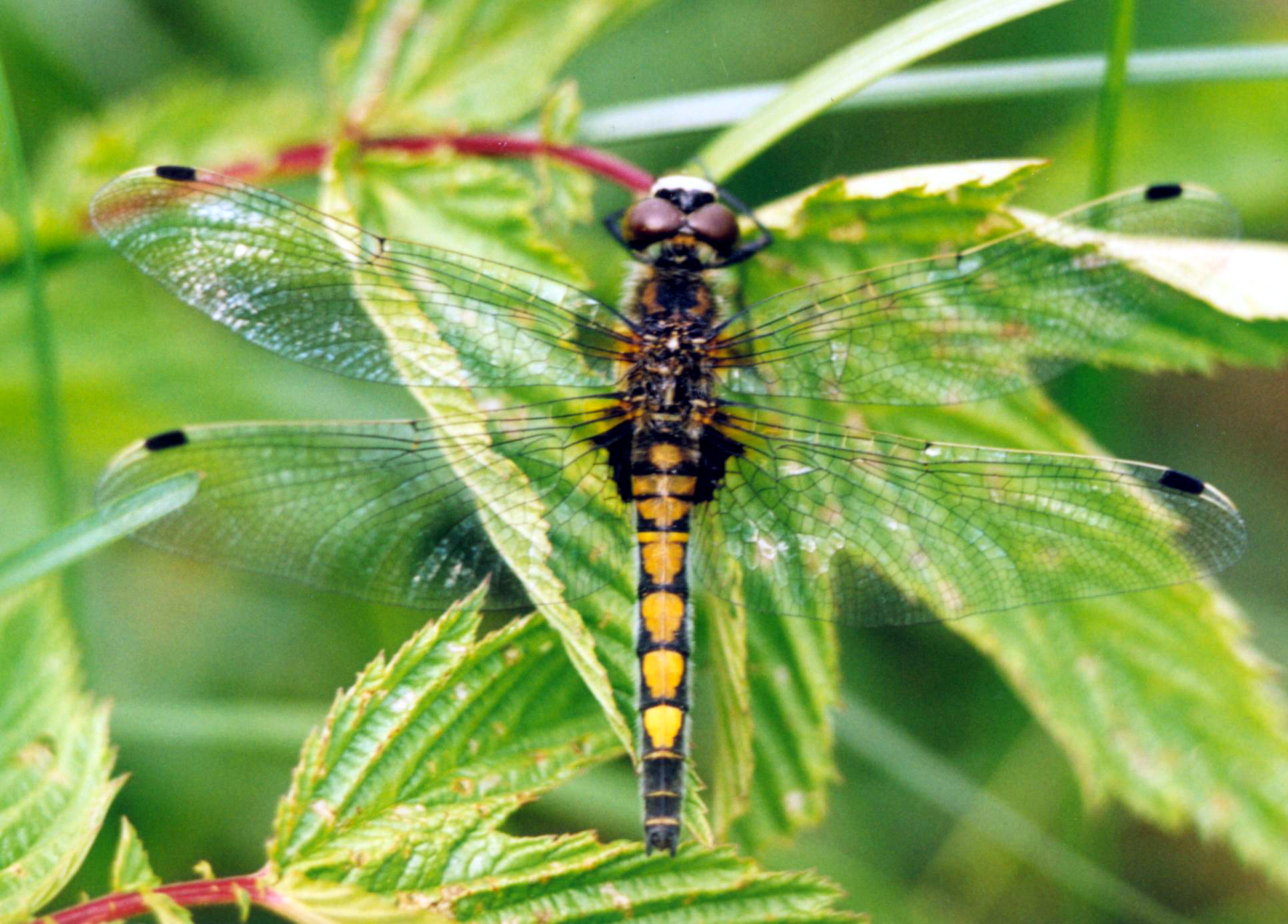
Große Moosjungfer
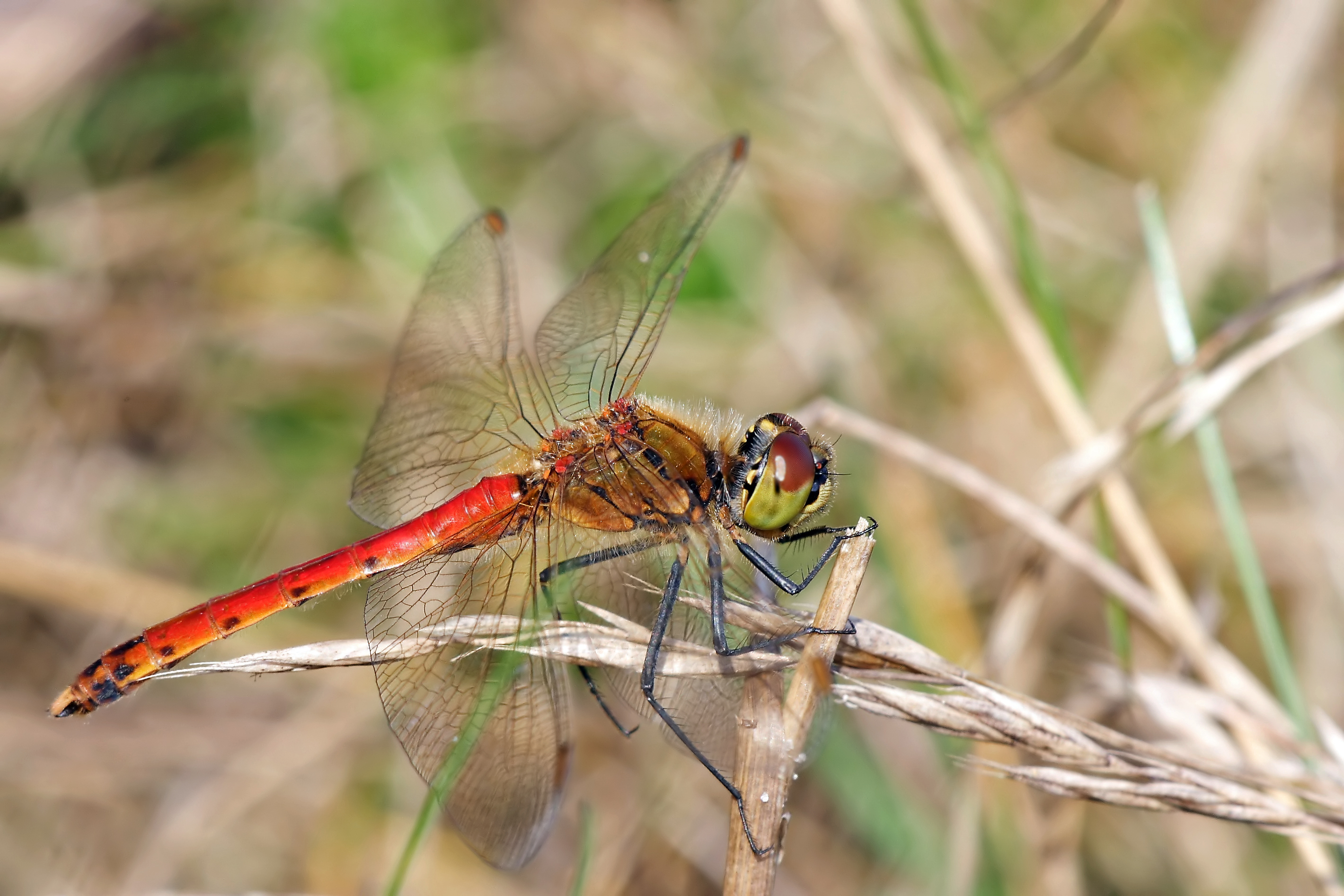
Sumpf-Heidelibelle
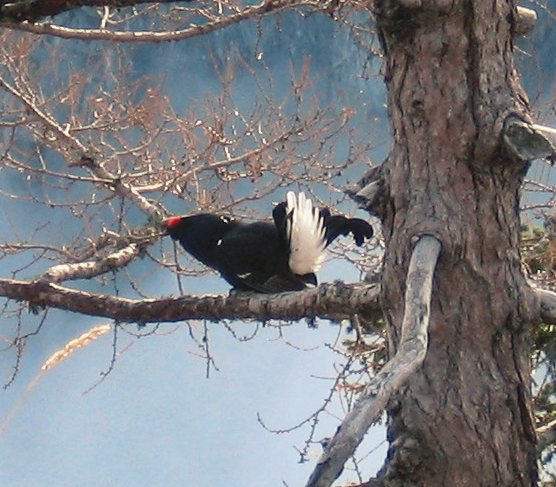
Birkhuhn
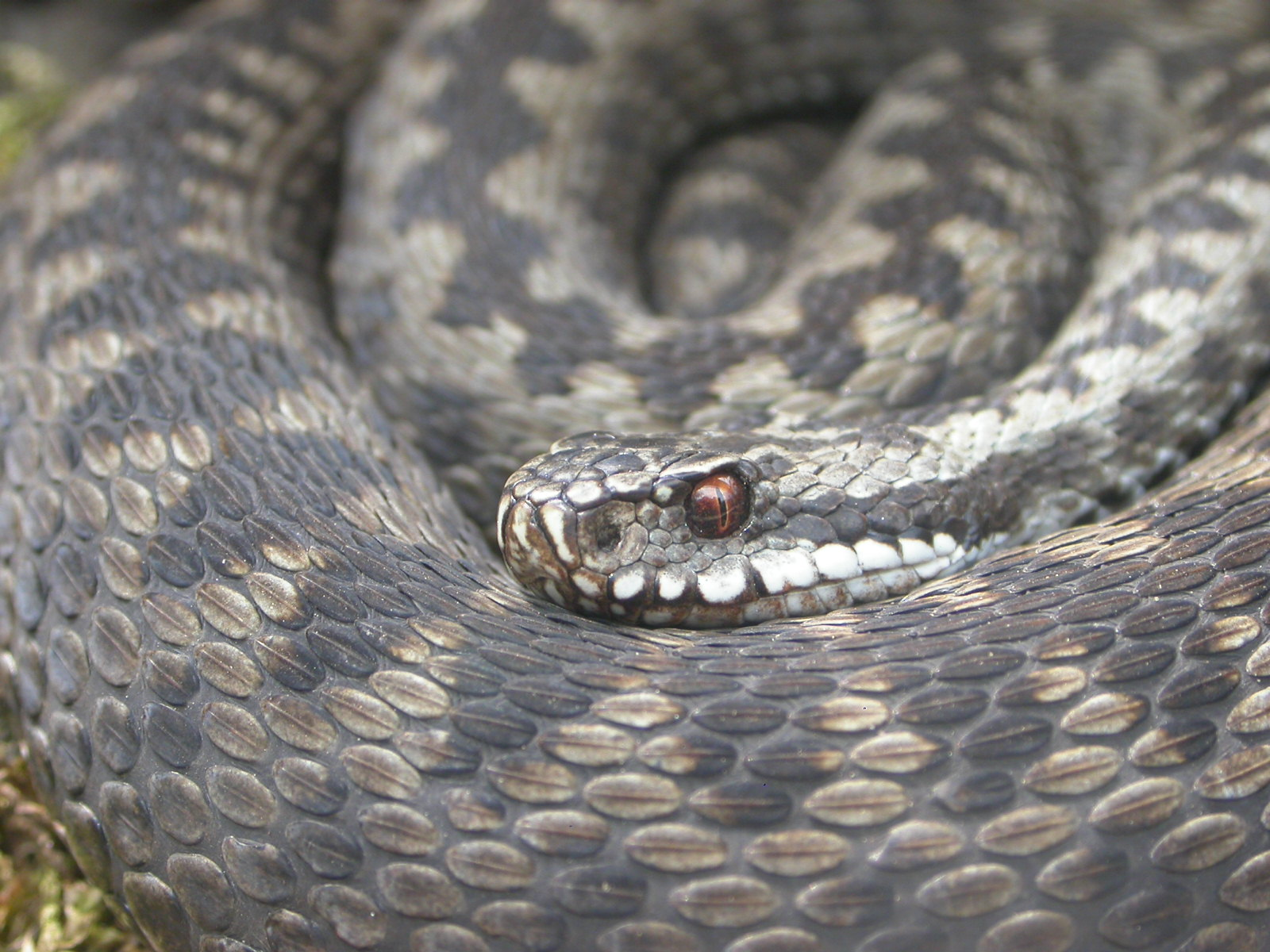
Kreuzotter
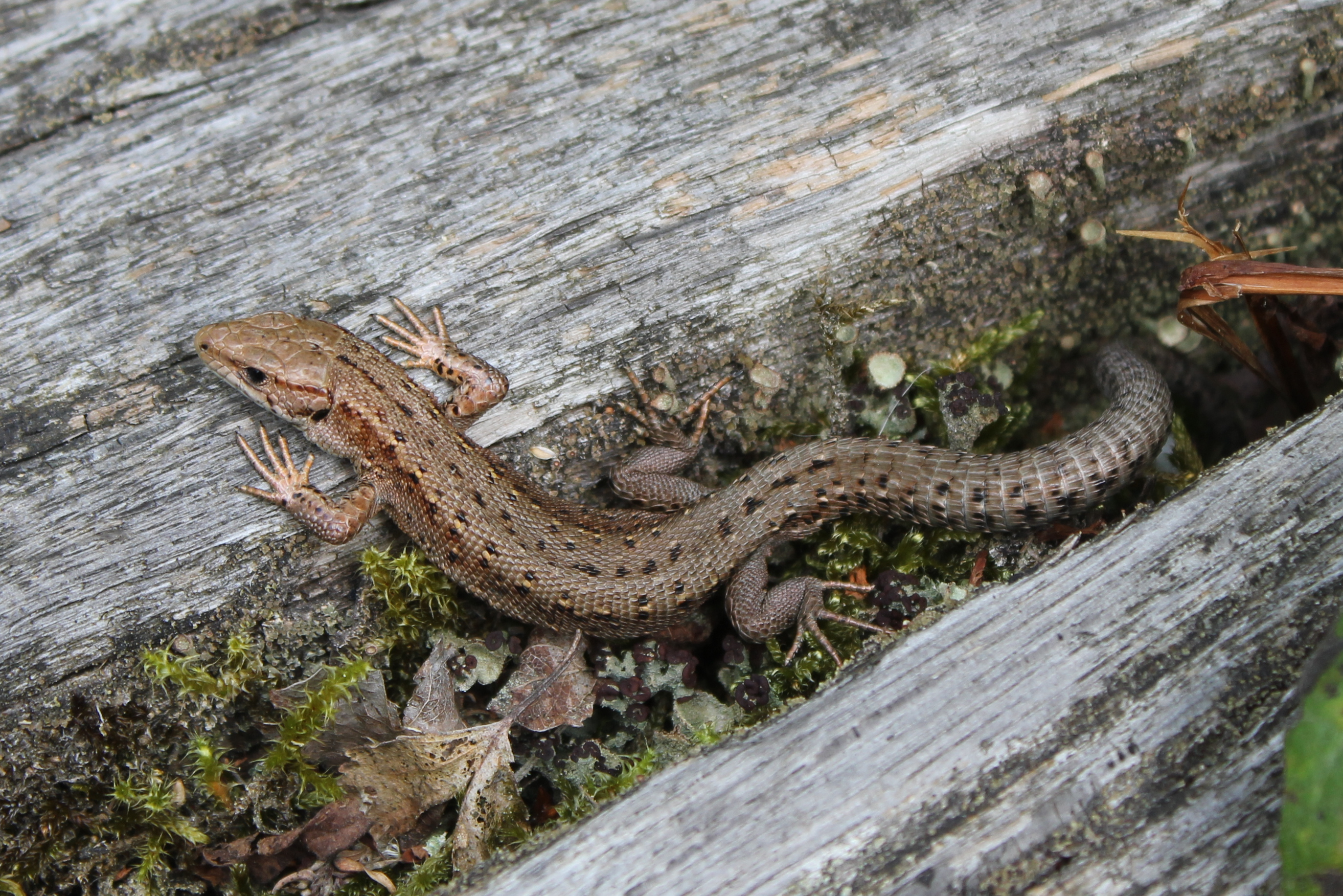
Waldeidechse
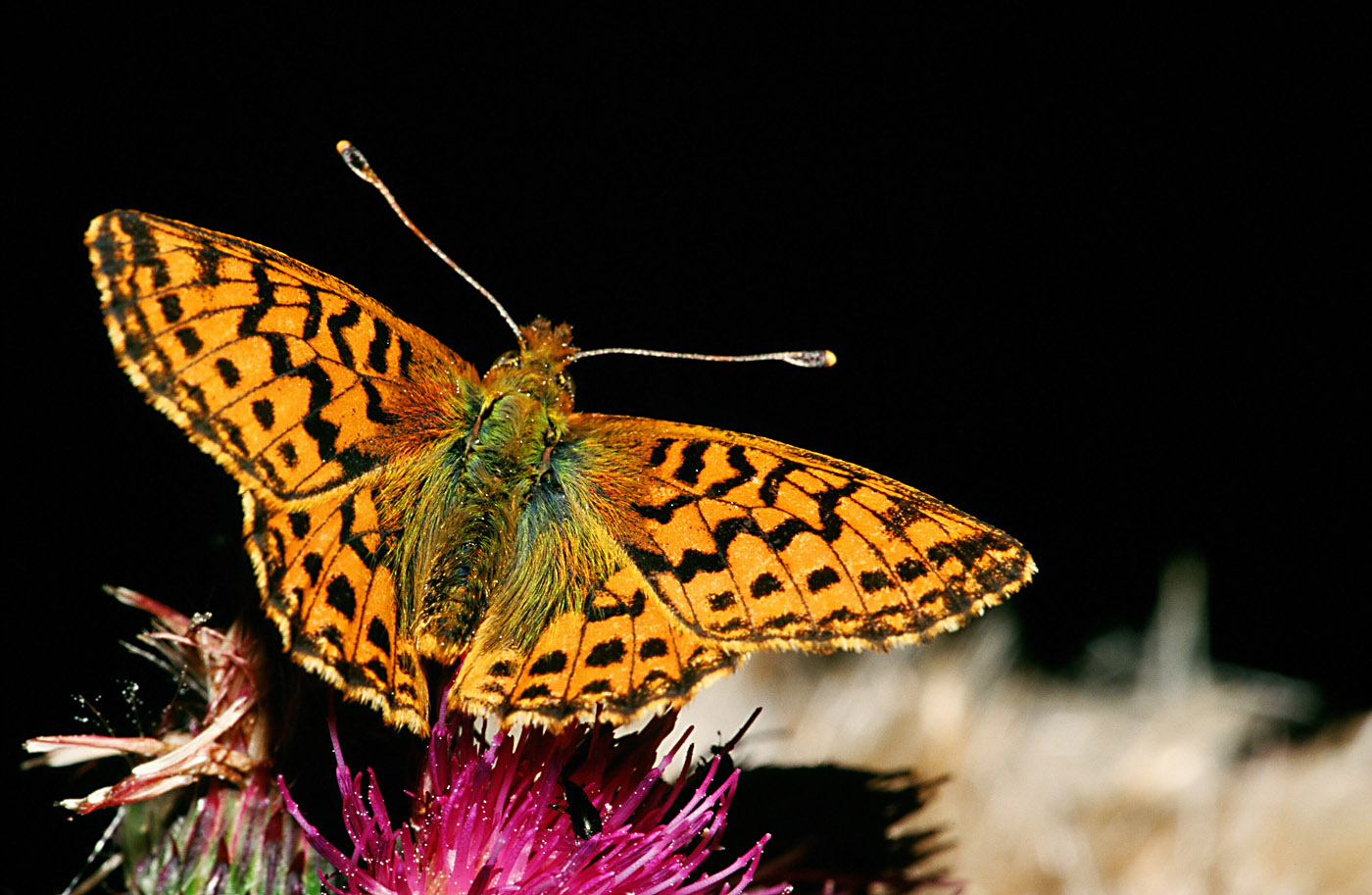
Hochmoor-Perlmuttfalter
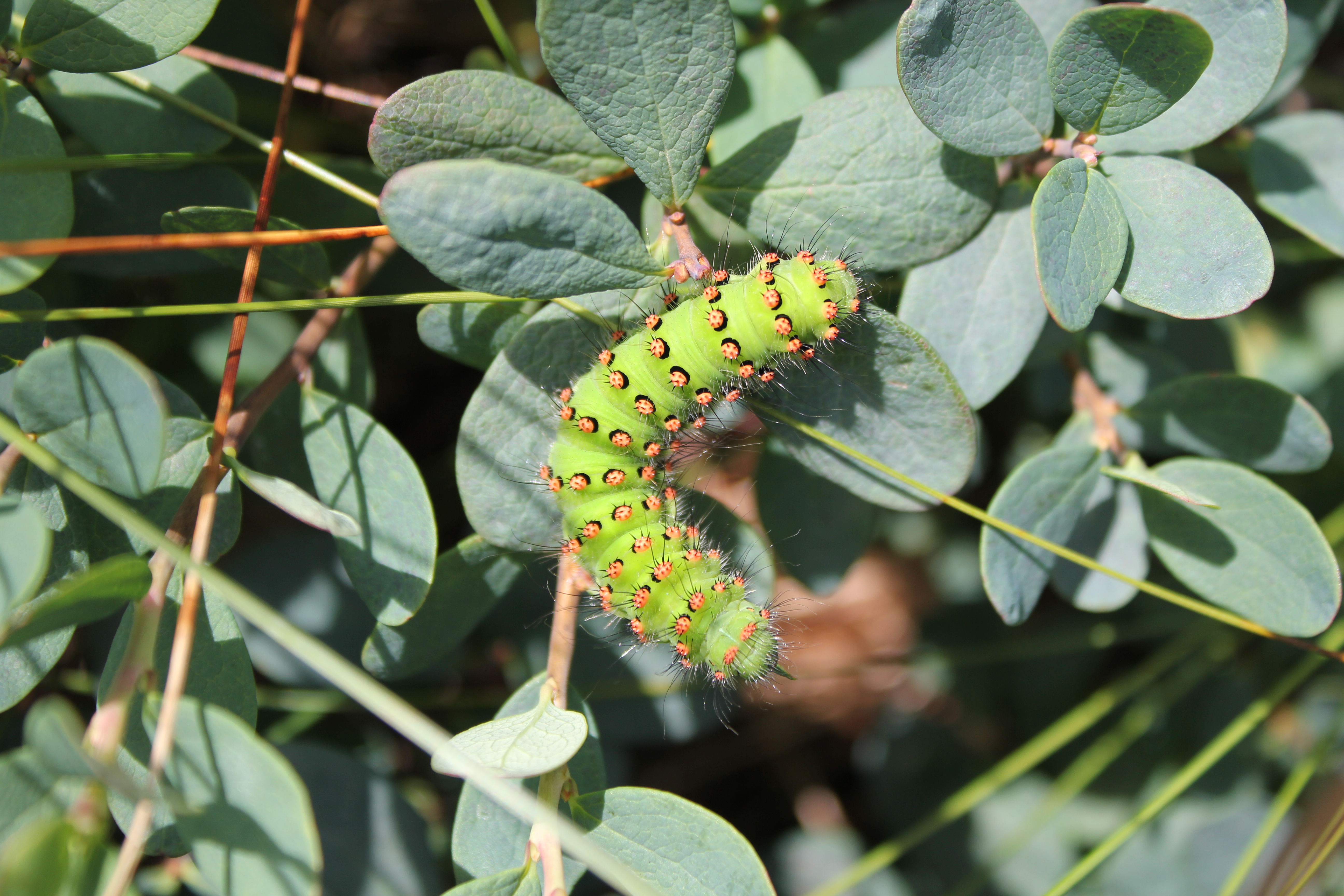
Raupe des Kleinen Nachtpfauenauges auf Rauschbeere

In den Flarken und Kolken leben Amphibien, wie Berg- und Teichmolch, Grasfrosch und Erdkröte. Fische und höhere Wasserpflanzen gibt es wegen des nährstoffarmen und sauren Wassers in den Mooraugen nicht. Auch liegen die Temperaturen des Wassers bis in den Hochsommer hinein sehr niedrig. Es siedeln sich dort nur Planktongesellschaften mit Kieselalgen, Zieralgen und Mikroorganismen an. Zehn verschiedene Arten von Heuschrecken wurden im Schwarzen Moor nachgewiesen. Die Raupen der moorspezifischen Schmetterlinge wie des Hochmoorgelblings, des Hochmoor-Perlmuttfalters und des Dukatenfalters finden in den Rausch- und Moosbeeren ihre Futterpflanzen. Im Moor kommt auch ein endemischer Kurzflügler vor.

## Torfabbau

Moorauge im Winter 2004/2005

Im Schwarzen Moor wurde von 1770 bis 1939 unregelmäßig Torf abgebaut, es lieferte aber nur geringe Mengen. Der Mensch griff dabei in den Wasserhaushalt des Moores ein, indem an verschiedenen Stellen Gräben zur Entwässerung angelegt wurden. In diesen Bereichen sank der Wasserstand im Moorkörper ab und die Torfmoose stellten ihr Wachstum ein oder starben ab. Unter anderem versuchte die Würzburger Hofkammer im Schwarzen Moor Torf stechen zu lassen, was sich allerdings nicht lohnte. Im Jahr 1802 wurde im Moor Steinpflaster gefunden, was nicht auf ein lange Zeit dort vermutetes Dorf hinweist, sondern eher auf den Torfstich der Hofkammer um 1770. Das versunkene Dorf, das man im Schwarzen Moor vermutete und das auf das Jahr 827 zurückgehen soll, ordnet man inzwischen dem Köhlersmoor bei Hünfeld zu. Im Roten Moor hingegen fand ein stärkerer Torfabbau statt. 1905 wurde nochmals für kurze Zeit Badetorf vom Schwarzen Moor nach Bad Kissingen geliefert. Dies wurde jedoch bald wieder aufgegeben, da die Qualität beanstandet wurde, unbefestigte Feldwege den Abtransport erschwerten und die Entwässerungskosten hoch waren.
Die zentrale Hochfläche wurde noch bis etwa 1924 als nahezu baumfrei beschrieben. Danach breitete sich die Kiefer aus, vermutlich begünstigt durch die Entwässerungsarbeiten des Reichsarbeitsdienstes zur Zeit des Dritten Reiches. Das Gebiet wurde am 6. Januar 1939 unter Naturschutz gestellt. Danach durfte kein Torf mehr abgebaut werden. In den 1960er- und Anfang der 1970er-Jahre wurde das noch nicht erschlossene Moor zunehmend von Ausflüglern begangen. Dabei bildeten sich im Moor mehrere Trampelpfade. Dies führte vorwiegend an Wochenenden und zu den Ferienzeiten zu einer systematischen Zerstörung großer Teile des Moores. Dabei wurden die Uferbereiche einiger Mooraugen zertrampelt, die dort vorhandene Pflanzendecke teilweise zerstört und Tiere verscheucht. Manche Besucher badeten in den Mooraugen und es befand sich dort ein Sprungbrett.

## Moorlehrpfad

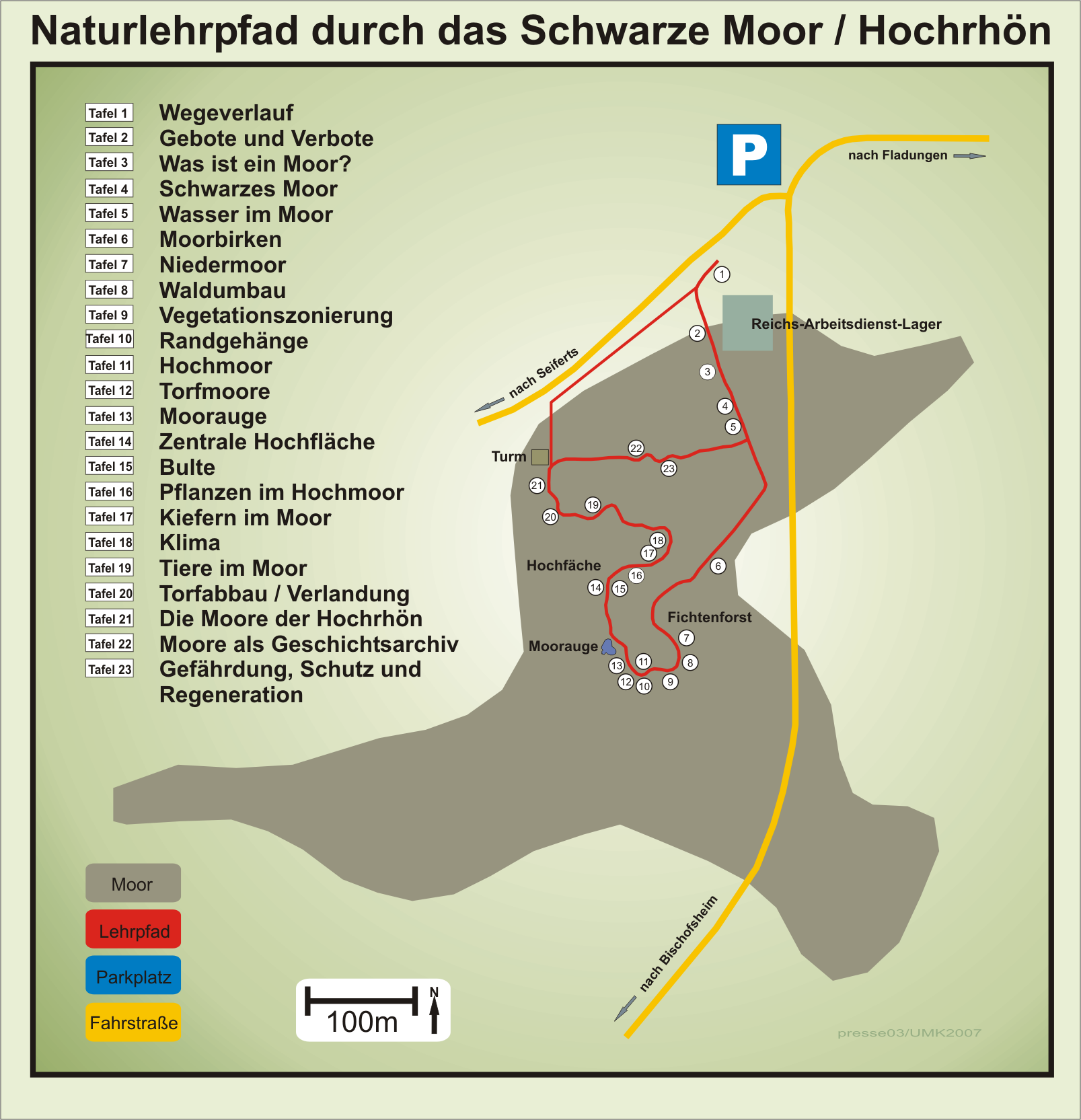
Moorlehrpfad im Schwarzen Moor

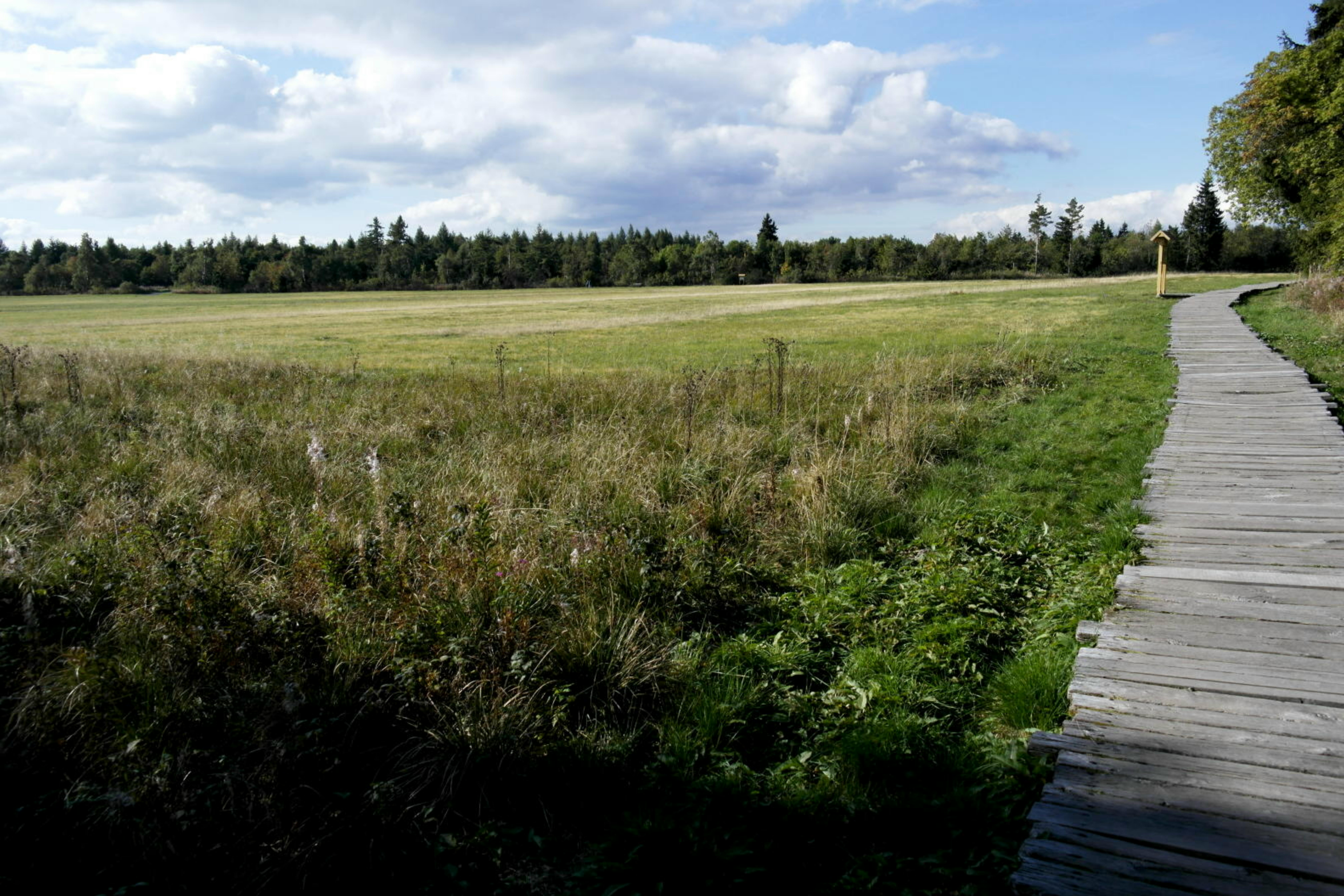
Schwarzes Moor Moorlehrpfad

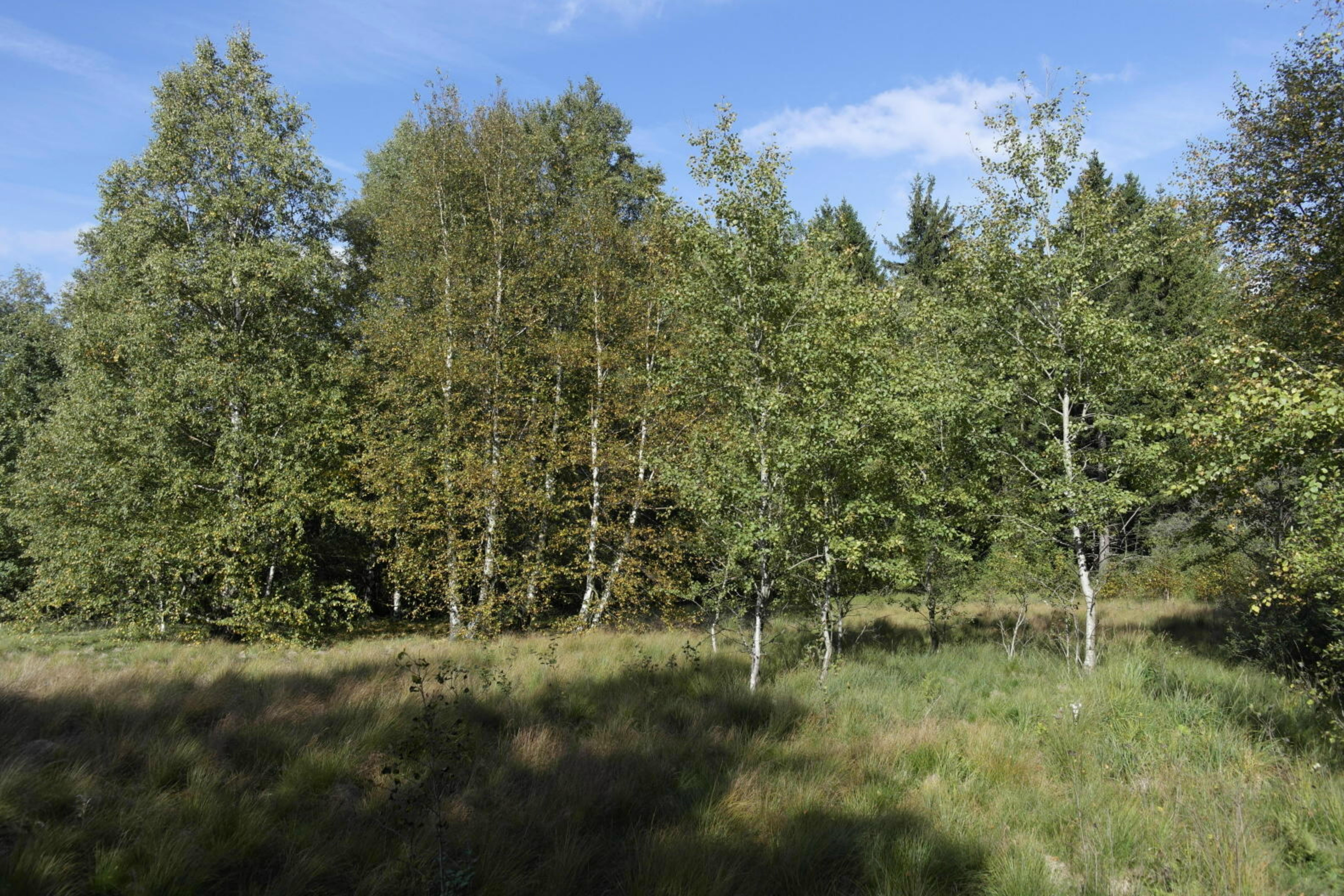
Schwarzes Moor

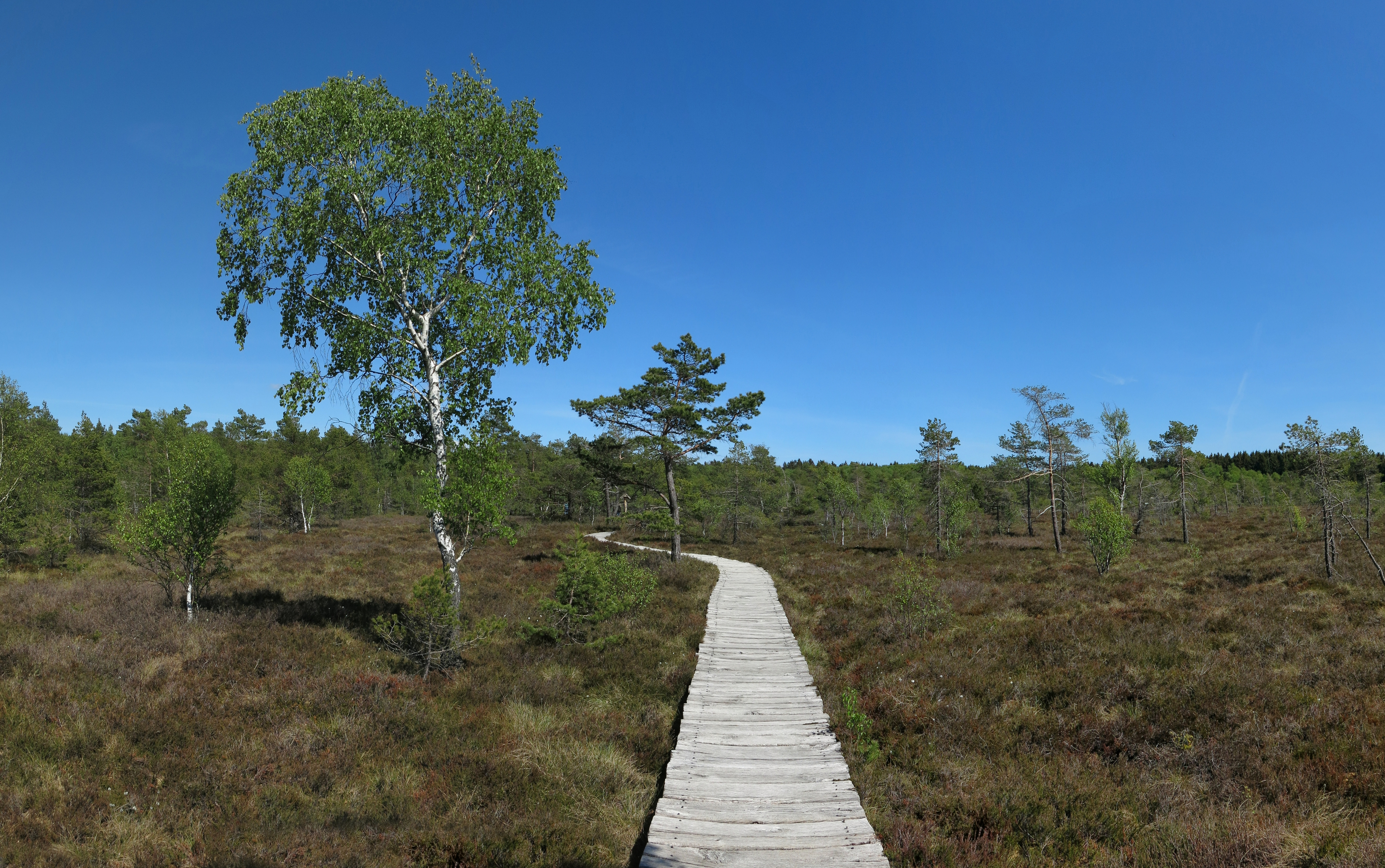
Bohlensteg

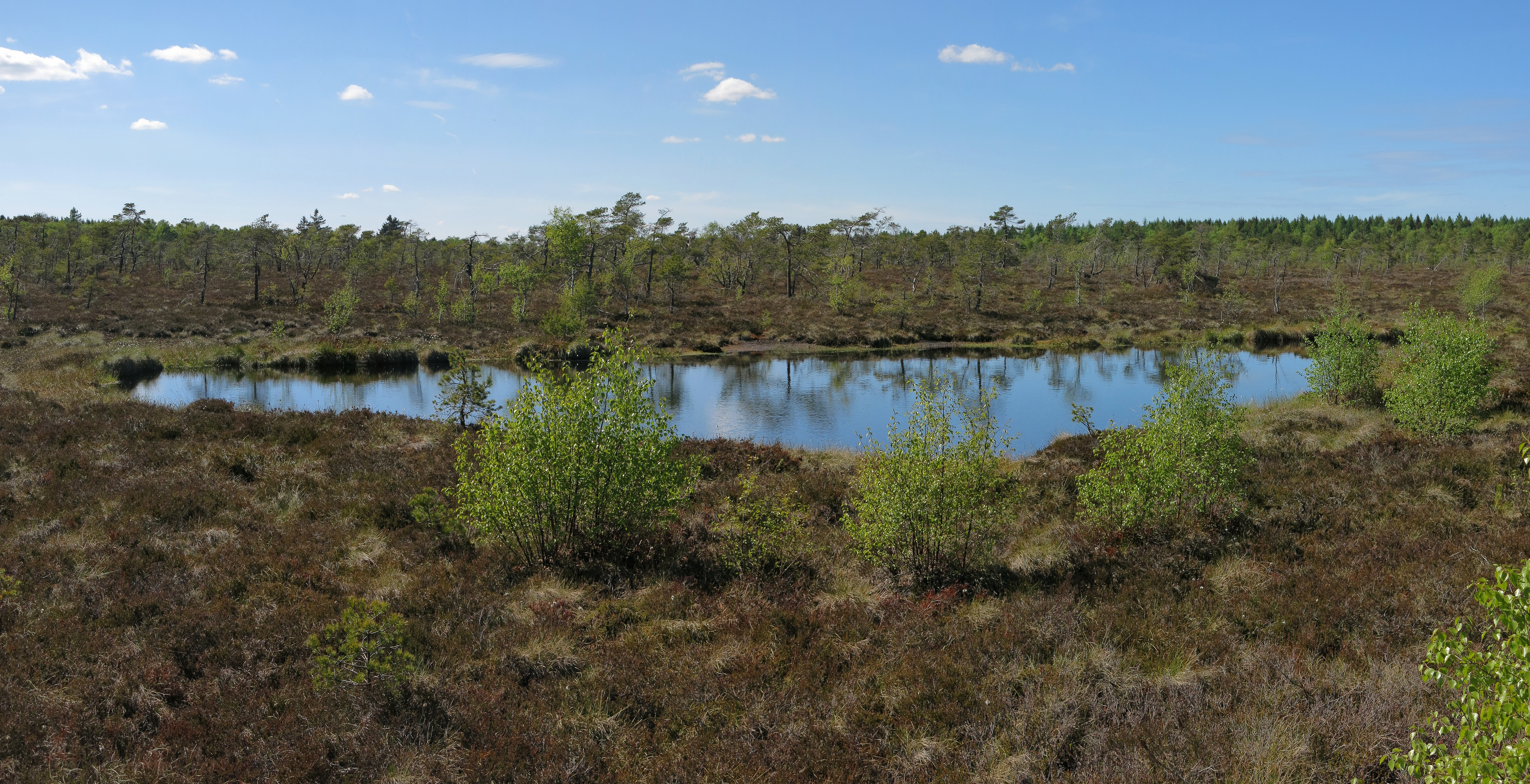
Moorauge

Als Schutzmaßnahme zur Erhaltung des Naturschutzgebietes umgab die Pflegetruppe des Naturparks 1976 das Schwarze Moor mit einem zwei Meter hohen und 4,8 Kilometer langen Zaun. Diese Arbeiten geschahen in enger Arbeits- und Fördergemeinschaft mit der Regierung von Unterfranken, der Flurbereinigungsdirektion Würzburg und der Oberforstdirektion. Um der Bevölkerung weiterhin den Zugang zum Moor zu ermöglichen, wurde 1976 innerhalb des Schutzgebietes ein erster befestigter Weg errichtet. Anfang der 1980er Jahre wurde ein 1,8 Kilometer langer Knüppeldamm gebaut, der zu den interessantesten Bereichen des Moores führte. Die Schutzmaßnahmen haben sich positiv auf die Regenerierung des Moores ausgewirkt. Einige Tiere und Pflanzen sind jedoch verschwunden, bevor die Schutzmaßnahmen umgesetzt worden sind. Darunter befand sich die zuvor im Moor großflächig gewachsene Blumenbinse, die zuletzt 1960 gesehen worden ist.
In der Folgezeit wurde der Steg durch Verwitterung und starke Belastung beschädigt, so dass aus Sicherheitsgründen eine umgehende Erneuerung notwendig wurde. Zum Schutz des vom Aussterben bedrohten Birkwildes wurde die Lange Rhön, in der auch das Schwarze Moor liegt, am 28. Mai 1982 mit der heutigen Fläche von 3245 Hektar (32,45 km²) als Naturschutzgebiet ausgewiesen. Bei der Planung des neuen Steges, der mit einer neuen Trasse durch das Moor verlaufen sollte, wurden die im Moor gefährdeten Einstände berücksichtigt. Im Mai 1987 wurde der neue Moorweg als erster Moorlehrpfad in Bayern mit einem 2,2 Kilometer langen Eichen-Bohlensteg eröffnet. Entlang des Steges stellen 22 Informationstafeln die Tier- und Pflanzenwelt des Moores vor. Verlandende Wasserflächen sind zu Schwingrasen mutiert; seit 2000 sind Wiederbewässerungsmaßnahmen im Gange. Ehemalige Entwässerungsgräben wurden zu diesem Zweck durch kleine Stauwehre verschlossen, um das Wasser im Moor zu halten.
2001 wurden die Informationstafeln des Lehrpfades als gemeinsame Initiative der Regierung von Unterfranken, der Bayerischen Verwaltungsstelle Biosphärenreservat Rhön und des Naturparks Rhön im Zuge der Umsetzung des länderübergreifenden EU-Projektes LIFE neu gestaltet und deren Zahl auf 23 erhöht. Diplom-Biologin Ursula Schneider hatte hierbei die Koordination und fachliche Gesamtleitung inne. In den vergangenen Jahren wurde der Moorlehrpfad erweitert. Im letzten Teil des Rundweges zweigt ein weiterer Bohlensteg vom Lehrpfad ab und führt direkt zum Ein- und Ausgang des Moores. Im Jahr 2007 wurde am nördlichen Rand des Moores neben dem Bohlensteg für 225.000 Euro ein 17 Meter hoher Aussichtsturm mit einer 56 Quadratmeter großen überdachten Aussichtsplattform errichtet. Der Turm befindet sich in der Nähe des abzweigenden erweiterten Abschnittes und ist auch direkt vom Eingang des Schwarzen Moores aus zu erreichen.
Der erste Abschnitt des Lehrpfades wird doppelt – als Hin- und Rückweg – und der weitere Verlauf als Rundweg begangen. Die gesamte Wegstrecke beträgt 2,7 Kilometer und führt an den verschiedenen Bereichen des Moores vorbei. Der Eingang des Moores befindet sich im Norden und führt von dort aus zunächst nach Süden am Rand eines Karpatenbirkenwaldes vorbei. Der Weg führt weiter zum Niedermoor, das sich als Sumpfgürtel um das intakte Hochmoor zieht. Der Lehrpfad verläuft im großen Bogen und führt dann in nördlicher Richtung auf die zentrale Hochfläche. Er führt an einem Moorauge, an Flarken und Schlenken vorbei. Von diesem Bereich des Weges ist die komplette zentrale Hochfläche zu überblicken. Der Weg führt von der zentralen Fläche weiter durch das Niedermoor, dann zum Aussichtsturm und von dort mit zwei verschiedenen Wegvarianten zum Ausgang zurück. Der Weg von der zentralen Moorfläche zum Turm führt an einem Wasserloch, einem ehemaligen kleinen verlandeten Torfstich, vorbei.

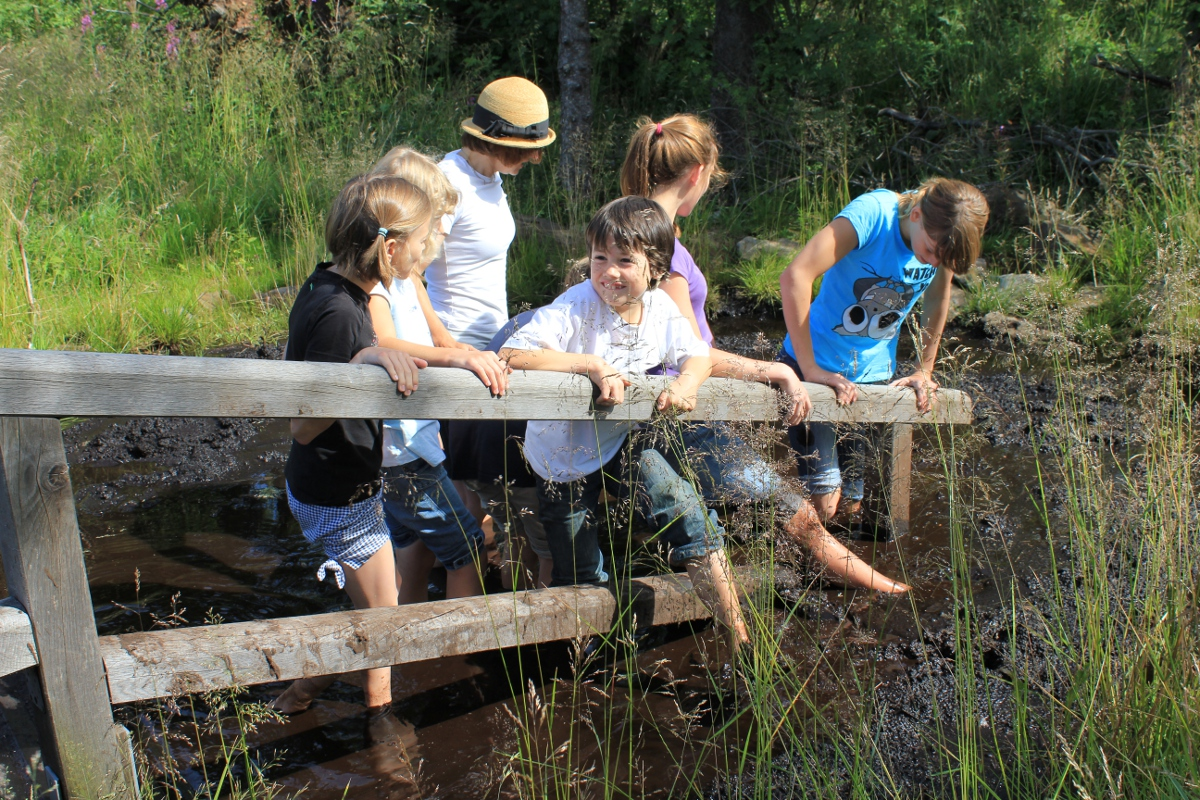
Kinder im Moorbecken

 Im April 2011 wurde der Lehrpfad nach entsprechender Neugestaltung speziell für die Zielgruppe Kinder als vierter seiner Art in Deutschland von der ZDF-Sendung Löwenzahn und dem Verband Deutscher Naturparke als Löwenzahnpfad ausgezeichnet. Solche Pfade sollen Kindern Anreiz und die Möglichkeit bieten, Natur zu erleben und sich darin selbstständig und aktiv auszuprobieren.

## Geotop
Das Schwarze Moor wird im Umweltobjektkatalog (UOK) Bayern als Geotop mit dem Prädikat wertvoll geführt. In Bayern werden vom Geologischen Landesamt (jetzt: Bayerisches Landesamt für Umwelt) etwa 2800 Geotope detailliert beschrieben. Aus diesen wählt ein Gremium von Fachleuten der obersten Fachbehörde für Geologie, Natur, Wasser und Umwelt seit 2001 die 100 Geotope aus, die als die wichtigsten angesehen werden. Das Schwarze Moor wurde von diesem Gremium am 20. Juli 2007 als 56. Objekt von Bayerns schönsten Geotopen gewählt. Das Schwarze Moor wird als Torfgemeinschaft mit der Geotop-Nummer 47 und als Geotop 673R008 ausgewiesen. Siehe hierzu auch die Liste der Geotope im Landkreis Rhön-Grabfeld.

## Tourismus

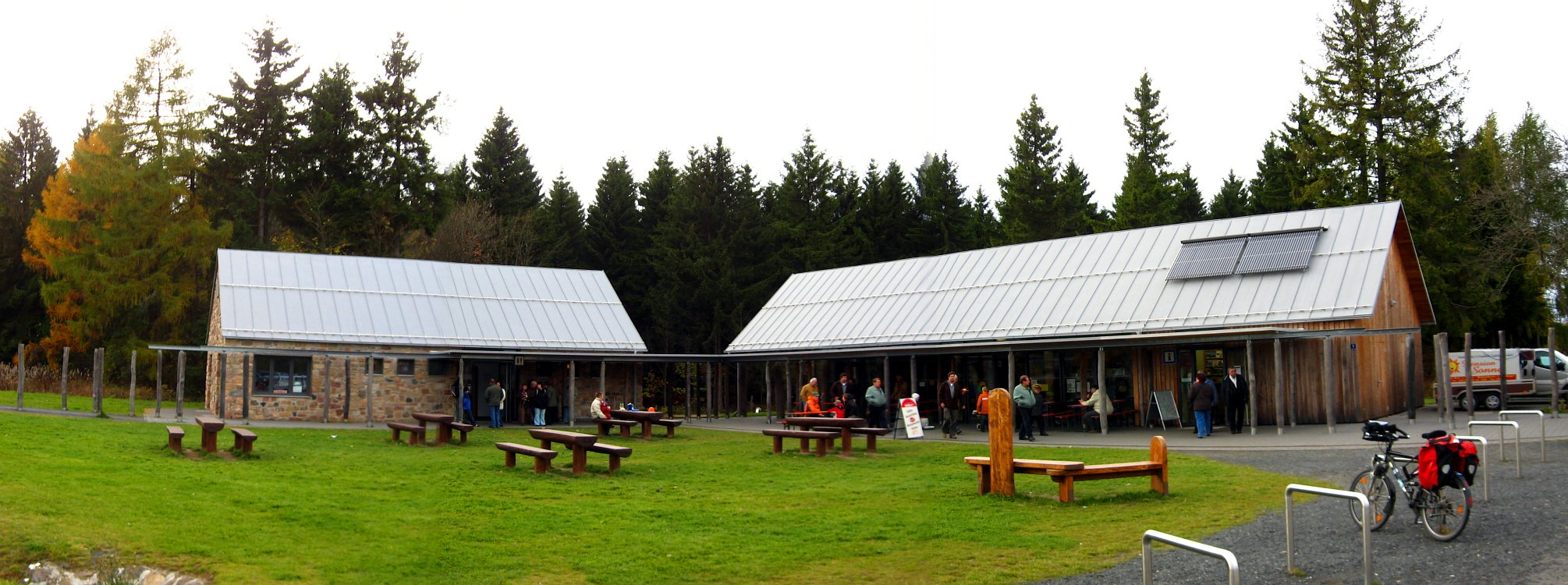
Das neue Besucherzentrum

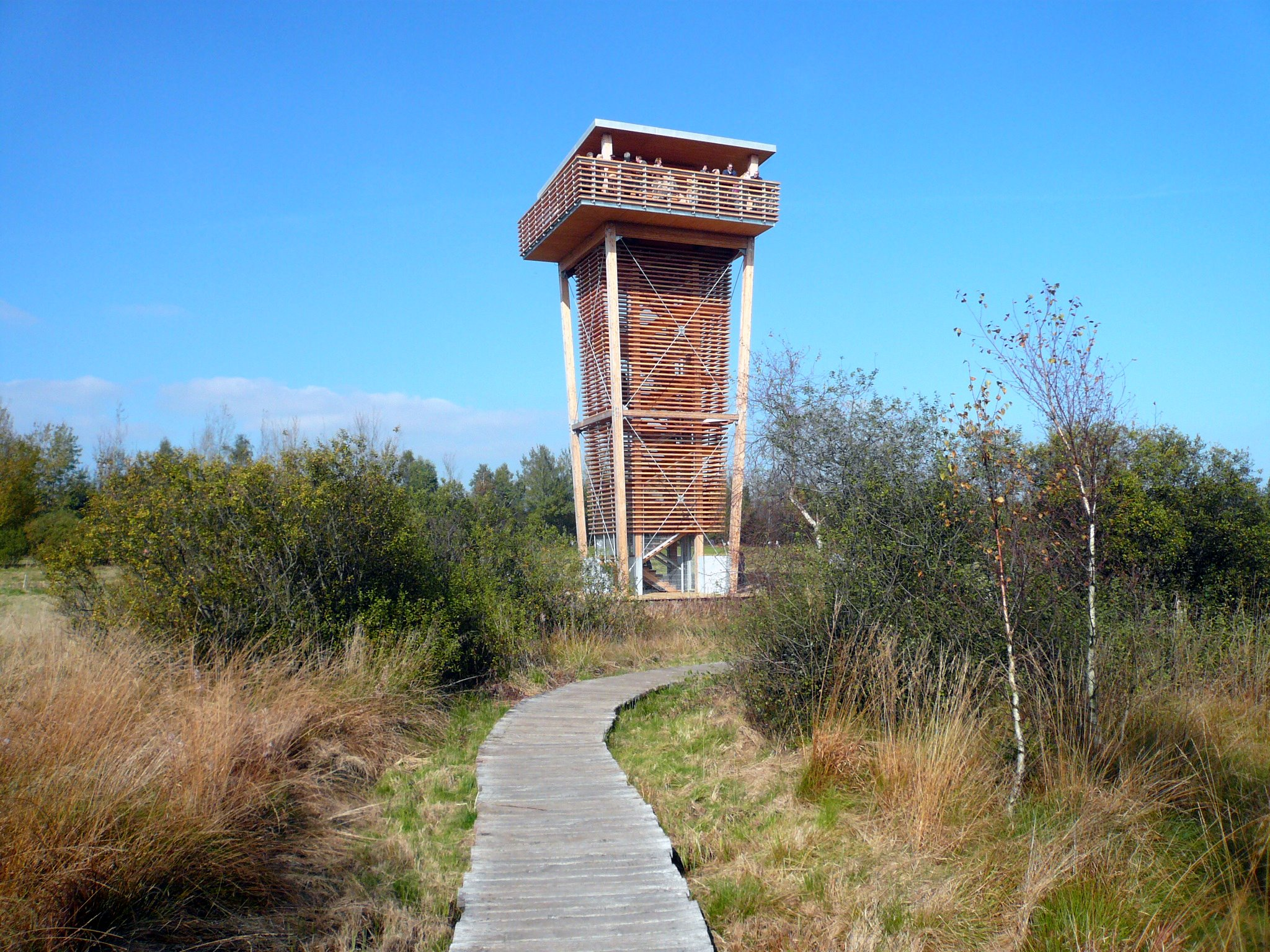
Aussichtsturm am Rand des Moores

Das Schwarze Moor ist touristisch gut erschlossen und ein beliebtes Ausflugsziel in der Rhön. Jährlich wird das frei zugängliche, rollstuhlgerecht ausgebaute Schwarze Moor von 100.000 bis 150.000 Personen besucht; es liegt damit hinter dem Kreuzberg an zweiter Stelle in der bayerischen Rhön. Von Mai bis Oktober werden mehrmals in der Woche geführte Wanderungen durch das Moor angeboten. 300 Meter nordöstlich des Schwarzen Moores, an der Straße nach Seiferts, befindet sich ein großer Parkplatz und das 2005 neu erbaute Haus zum Schwarzen Moor, mit Sanitäranlagen, Kiosk und Imbissbereich und dem Informationszentrum. Am östlichen Rand des Schwarzen Moores hat die 2005 eröffnete Umweltbildungsstation des Biosphärenreservates Bayerische Rhön ihren Sitz, mit einem Schulungsraum für Schulklassen und einem überdachten Arbeitsbereich im Freien.
Von Mitte November bis  Mitte März ist der Moor-Lehrpfad geschlossen. Der Fernwanderweg Hochrhöner sowie verschiedene Extratouren wie der Museumsweg führen am Moor vorbei.

## Reichsarbeitsdienstlager

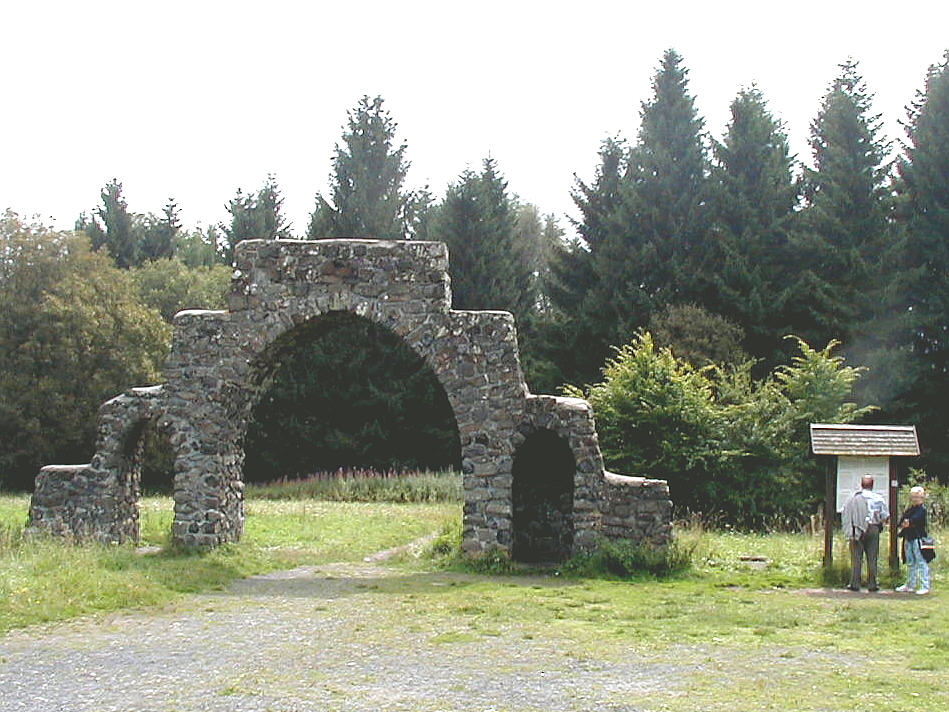
Eingang zum ehemaligen Reichsarbeitsdienstlager am „Schwarzen Moor“

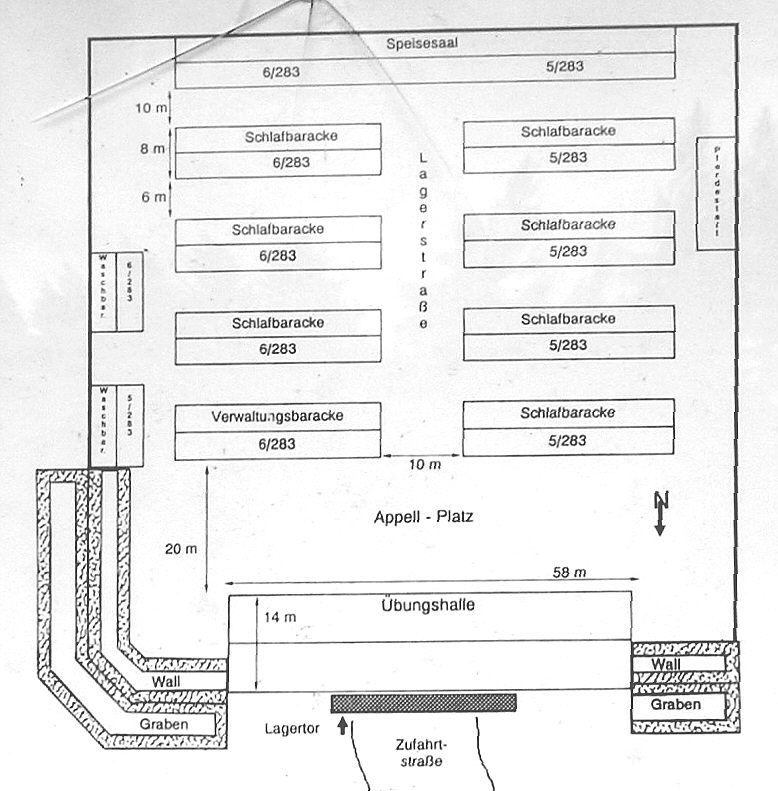
Grundriss des ehemaligen RAD-Lagers (Teil einer Infotafel)

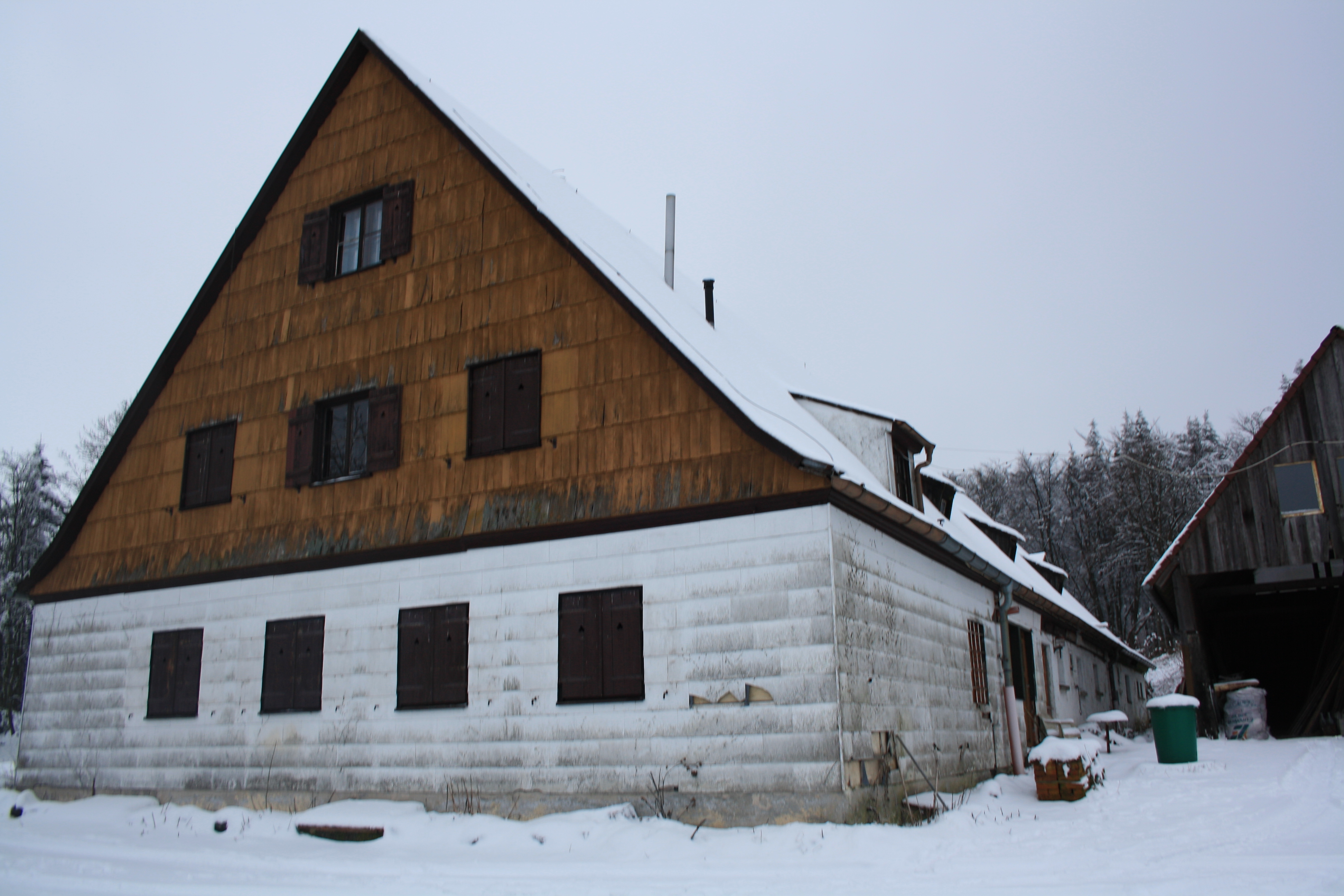
Hauptgebäude des Rhönhofs

Das ehemalige Reichsarbeitsdienstlager Hochrhön, auch als Dr.-Hellmuth-Lager bezeichnet, lag am östlichen Rand des Schwarzen Moores. Das 1936 errichtete steinerne Tor im Eingangsbereich erinnert heute als Mahnmal daran. Das Lager wurde zwischen August 1934 und Frühjahr 1936 errichtet und beherbergte etwa 300 Personen. Mainfrankens Gauleiter Otto Hellmuth wollte mit seinem „Rhönaufbauplan“ die wirtschaftlich schwache Region kultivieren und für die Landwirtschaft öffnen (der sogenannte Dr.-Hellmuth-Plan zur Neuordnung des Gaues Mainfranken). Die Rhön war als Notstandsgebiet, aus dem ein Wohlstandsgebiet werden sollte, definiert. Aufgaben des Reichsarbeitsdienstes (RAD) waren: Drainagen legen, Entfernung von Steinen, Fichtenanpflanzungen und Kartoffelanbau. Die Maßnahmen brachten nicht das gewünschte Ergebnis. 1945 wurde das Lager aufgegeben und bis auf die Fundamente, die noch zu erkennen sind, abgetragen. Von den RAD-Männern wurde bis 1938 der Rhönhof (Ludwig-Siebert-Hof) als Musterhof fertiggestellt. Während dieser Zeit wurden etwa 500 Hektar Jungwald aufgeforstet. Die Aufforstungen um das Schwarze Moor rühren von diesen Maßnahmen her.

## Sagen und Legenden
Über das Schwarze Moor gibt es verschiedene Sagen und Legenden, die sich bis in die heutige Zeit erhalten haben:

### Das versunkene Dorf im schwarzen Moor
„Vor undenklicher Zeiten versank im Schwarzen Moor eine schöne Stadt oder, wie andere wissen wollen, ein großes Dorf, weil die Einwohner von ihrem sündhaften Leben nicht ablassen wollten. An die Stelle der Stadt oder des Dorfes trat nun ein unergründlich tiefer, schwarzer See, der nach und nach bis auf die wenigen schwarzen Löcher von einer dichten Moordecke überzogen wurde. In der Tiefe des Moores jedoch ist das Leben noch nicht erstorben; denn wenn die Bewohner des versunkenen Ortes nach ihrer Kirche eilen und reuevoll dort um Erlösung beten, dann braust es im Moore gewaltig, und schwarzes schlammiges Wasser gärt aus den sogenannten ‚Teichen‘. Auch habe mancher, der sich am Rande des Moores niederlegte, zuweilen noch die Turmuhr schlagen und die Hähne aus der Tiefe krähen hören. Nur drei Jungfrauen aus dem versunkenen Ort war es gestattet, zuweilen aus dem Moore emporzukommen. Sie wurden in der Umgegend die Moorjungfern genannt und kamen regelmäßig zum Kirmestanz nach Wüstensachsen. Als sie aber dort einmal über die Zeit zurückgehalten wurden, verließen sie traurig den Tanzplatz. Am anderen Morgen war einer der Teiche blutrot gefärbt. Die Moorjungfern hat seitdem keiner mehr zu Wüstensachsen gesehen. In nächtlicher Stunde schweben nur noch die Seelen der drei Moorjungfern mit denen der anderen dort Versunkenen als Irrlichte über dem Moore.“

### Die Rhönmoore
„Über die Entstehung der Rhönmoore erzählt man sich, der Teufel habe vom Meer her Wasseradern durch die unterirdischen Felsenklüfte bis in die Rhönberge geleitet, wodurch die Hochflächen der Rhön in Moore verwandelt worden seien. Ursprünglich beabsichtigte der Teufel, mit dem hergeleiteten und zusammengestauten Wasser die Täler zu überfluten. Doch die Bewohner beteten in ihrer Not zu Gott um Abwendung der drohenden Gefahr; und als der Teufel einsehen mußte, daß all seine Mühe umsonst war, da ließ er zornig sein begonnenes Unheilswerk liegen, und so blieben die Moore zurück. Seine Sippschaft, die er inzwischen aber auf der Hohen Rhön angesiedelt hatte, versank im Roten Moor.“

### Seevögelchen
Eine weitere Geschichte über das Moor handelt vom Seevögelchen. Es wird erzählt, dass im Schwarzen Moor in lauen Sommernächten manchmal ein Vogel singt, ein seltsames Lied, um jedes Mal zu verschwinden, wenn in der Morgendämmerung die Aveglocke aus der Tiefe des Sumpfes klingt.

### Gebet gegen Überschwemmung
In der Gemeinde Rüdenschwinden wurde bis etwa 1780 seit alters her jeden Freitag eine Betstunde abgehalten, um eine befürchtete Überschwemmung des Dorfes und die Vernichtung der Fluren abzuwenden. Die Gemeinde befürchtete, dass das Moor in einer stürmischen Nacht rauscht und tobt, um dann auszubrechen und die ganze Gegend zu überschwemmen.

### Das Moor als Wetterprophet
Für die umliegenden Dörfer dient das Schwarze Moor als Wetterprophet: Wenn am Morgen leichter Dunst auf dem Moor liegt, gibt es keinen schönen Tag. Trübes, regnerisches Wetter wird am Morgen durch dichten Dunst prophezeit. Raucht das Moor am Morgen, so ist mit Sturm und Gewitter zu rechnen. Mit dem schlimmsten Unwetter ist zu rechnen, wenn frühmorgens schon ein Sturm über das Moor fegt, dass die Mooraugen hohe Wellen schlagen. Das Tosen des Moorwassers könne sogar Erdbeben, die in weiter Ferne stattfinden, anzeigen.